# Susan Sontag

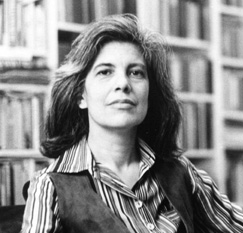
Susan Sontag (1979)

Susan Lee Sontag, geb. Rosenblatt (* 16. Januar 1933 in New York City; † 28. Dezember 2004 in Manhattan), war eine US-amerikanische, in verschiedenen Sparten publizierende Autorin, Kulturkritikerin und Regisseurin.
Sontag wuchs in New York, Tucson und Los Angeles auf. Sie studierte englische Literatur, Philosophie und Theologie in Berkeley, Chicago, Connecticut, Harvard und Oxford. Bereits als 20-Jährige lehrte sie Englisch in Connecticut und später Religionsphilosophie in New York. 1958 lebte sie während eines Studienaufenthalts erstmals für längere Zeit in Paris.
Ab den 1960er-Jahren erschienen ihre meinungsstarken Essays über Kunst und Literatur in Zeitschriften wie Commentary und der Partisan Review. Mit einem der Essays, Notes on „Camp“, hatte sie 1964 ihren Durchbruch als Autorin. Ihr erster Roman, Der Wohltäter, war bereits 1963 erschienen. Sie schrieb bedeutende kulturkritische Werke wie Über Fotografie und Aids und seine Metaphern. Zu ihrem literarischen Spätwerk zählen die historischen Romane Der Liebhaber des Vulkans und In Amerika. Für letzteren erhielt sie den National Book Award.
Mit ihren Texten machte Sontag europäische Autoren wie Elias Canetti in den USA bekannt. Sie trat aber auch als Theaterautorin und -regisseurin in Erscheinung, schrieb Filmkritiken und drehte selbst Filme. Sontag setzte sich öffentlichkeitswirksam für die Menschenrechte ein und war als Kritikerin der kulturellen und gesellschaftlichen Verhältnisse und der US-Regierung bekannt. Als Vermittlerin zwischen Europa und den USA wurde sie mit dem Friedenspreis des Deutschen Buchhandels ausgezeichnet. Neben Mary McCarthy und Joan Didion galt Sontag als die US-amerikanische femme de lettres. Sie wurde als eine der einflussreichsten Intellektuellen ihres Landes bezeichnet.

## Leben

### Kindheit und Jugend
Susan Sontag wurde als älteste Tochter von Jack Rosenblatt und Mildred Jacobsen in New York geboren. Beide Eltern waren jüdisch-europäischer Herkunft und betrieben ein Pelzhandelsunternehmen in China. Während die Eltern sich berufsbedingt in Tianjin aufhielten, wurden Susan und ihre jüngere Schwester Judith vom Kindermädchen Rose McNulty erzogen. Sie lebten zunächst bei den Großeltern väterlicherseits und später bei anderen Verwandten. Schließlich kauften die Eltern ein Haus in Great Neck auf Long Island, hielten sich aber weiterhin die meiste Zeit in China auf.
Als Jack Rosenblatt 1938 dort an Tuberkulose starb, kehrte Mildred nach New York zurück, erzählte den Kindern jedoch erst vier Monate später vom Tod des Vaters. Das Pelzunternehmen wurde aufgelöst und die Familie – bestehend aus Susan, ihrer Schwester, der Mutter, dem Kindermädchen und einem Koch – zog zunächst nach Florida. Susan war nach dem Tod ihres Vaters an schwerem Asthma erkrankt und ein Arzt hatte das dortige Klima als heilsam empfohlen. Im subtropischen Miami verschlimmerte sich Susans Zustand jedoch, und die Familie zog bald nach Tucson in Arizona weiter. Dort lebten die fünf in einem einfachen Bungalow am Stadtrand.
Susan lernte laut ihrem Biografen Daniel Schreiber bereits mit drei Jahren lesen und widmete sich zunächst ihrer umfangreichen Comicsammlung. Mit sechs Jahren begann das einzelgängerische Mädchen „richtige Bücher“ zu lesen. 1939 wurde sie eingeschult und nach wenigen Tagen in die dritte Klasse versetzt. Als Schülerin entdeckte Sontag die Reisebücher Richard Halliburtons und las alle erhältlichen Bände. Laut ihrer späteren Partnerin Annie Leibovitz lösten diese Bücher Sontags lebenslange Reiselust aus: Noch mit 68 Jahren schwärmte die Autorin von ihrer Sammlung antiquarischer Halliburton-Erstausgaben. Von u. a. den Reisebüchern angeregt, begann Sontag bereits in der Schulzeit zu schreiben und gab eine Zeitlang eine vierseitige Zeitschrift mit selbstverfassten Beiträgen heraus. Wann genau die ersten Schreibversuche stattfanden, ist unsicher. Während sie 1978 zu Protokoll gab, mit acht oder neun erste Texte verfasst zu haben, sprach sie 1987 davon, bereits mit sechs oder sieben Jahren „Dramen, Gedichte, Geschichten“ geschrieben zu haben. Ihre Angaben über die eigene literarische Frühreife und das selbst für eine Erwachsene nicht zu bewältigende Lektürepensum dienten Schreiber zufolge dazu, sich mit der Aura eines Genies zu umgeben.
Als Susan zwölf Jahre alt war, heiratete ihre Mutter den Kriegsveteranen und Captain der U.S. Army Nathan Sontag. Sie und ihre Schwester übernahmen den Nachnamen des Stiefvaters, obwohl er sie nicht adoptierte. Susan, die in Tucson mehrmals wegen ihrer jüdischen Herkunft beschimpft worden war, hoffte, mit dem neuen, weniger jüdisch klingenden Namen nicht mehr behelligt zu werden. Außerdem klang „Susan Sontag“ für sie urban und glamourös, und sie begann, von einer Existenz als intellektuelle Weltbürgerin zu träumen.
1946 zog die Familie nach Canoga Park, einen Stadtteil von Los Angeles. Susan verabscheute das bürgerliche, von Nachkriegsoptimismus geprägte Familienleben mit dem neuen Stiefvater als „Faksimile eines Familienidylls“. Sie konnte es kaum erwarten, endlich erwachsen zu werden. Mit ihren Freunden sah sie sich im Kino untertitelte europäische Filme an, darunter Rom, offene Stadt, Mädchen in Uniform und La Belle et la Bête. Außerdem schwärmte sie für zeitgenössische Kammermusik und Exilkünstler wie Igor Strawinsky, Arnold Schönberg und Bertolt Brecht.
Sontag schrieb in ihrer Zeit an der North Hollywood Highschool Filmkritiken, Kolumnen und Gedichte für die Schülerzeitung, las sich durch die Weltliteratur und entdeckte Literaturzeitschriften wie die Partisan Review.
Kurz nach ihrem sechzehnten Geburtstag schloss Sontag die High School ab und wechselte auf Anraten ihrer Mutter zunächst für das Sommersemester 1949 an die University of California, Berkeley. Zum Wintersemester schrieb sie sich an der University of Chicago ein und studierte dort Literatur, Theologie und bei Leo Strauss Philosophie. Sie begann in Kenneth Burkes Seminaren, Texte unter soziologischen und psychoanalytischen Aspekten zu analysieren, und war fasziniert von der Bohème-Vergangenheit des Literaturwissenschaftlers, der einst mit Djuna Barnes und Hart Crane zusammengelebt hatte. Früh entwickelte sie eine Leidenschaft für deutschsprachige Literatur; im Dezember 1949 besuchte sie zusammen mit zwei Kommilitonen Thomas Mann in seinem kalifornischen Exil. Das Gespräch mit dem von ihr verehrten Autor des Zauberberg verlief offenbar uninspiriert, die Erinnerung erfüllte Sontag noch Jahrzehnte danach mit Scham. Trotzdem blieb sie seinem Werk bis zu ihrem Tod verbunden.

### Ehe mit Philip Rieff und Zeit in Europa
An der University of Chicago lernte die damals 17-Jährige 1950 den elf Jahre älteren Soziologie-Dozenten Philip Rieff kennen. Die beiden heirateten kurze Zeit später – ob jedoch schon zwei Wochen nach der ersten Verabredung oder erst ein Jahr später, ist unklar.
Sontag schloss ihr Grundstudium 1951 mit dem B.A. ab und trat anschließend mit ihrem Mann zusammen eine erste Europareise an, die sie auch nach Paris führte.
Als Rieff 1952 an die Brandeis University berufen wurde, zogen Sontag und Rieff nach Boston. Dort studierte Sontag, obwohl bereits hochschwanger, an der University of Connecticut Englische Literatur. Nach einem halben Jahr wechselte sie an die Harvard University, um dort Philosophie zu studieren. Die katholische Kinderfrau Rose McNulty, die sich knapp zwanzig Jahre zuvor im Auftrag ihrer Mutter um die kleine Susan gekümmert hatte, betreute währenddessen den neugeborenen Sohn David.
Sontag arbeitete neben ihrem Studium als wissenschaftliche Mitarbeiterin für ihren Mann. Sie gilt als Co-Autorin von Rieffs Hauptwerk Freud: The Mind of the Moralist, einer Studie über den Einfluss von Sigmund Freud auf die moderne Kultur. Im Studienjahr 1953/54 unterrichtete die 20-Jährige zudem Englisch an der University of Connecticut.
In Harvard studierte sie u. a. bei Jacob Taubes und freundete sich eng mit dessen ebenfalls sehr jungen Frau Susan Taubes an. Wie Sontag konnte Taubes mit dem vorherrschenden konservativen Gesellschaftsbild wenig anfangen.
Nach dem Tod seiner Frau 1954 lebte der deutsche Philosoph und Soziologe Herbert Marcuse für ein Jahr im Haushalt von Sontag und Rieff. Er arbeitete in dieser Zeit an seinem Werk Triebstruktur und Gesellschaft.
Sontag schloss ihr Philosophiestudium in Harvard 1957 mit dem Master ab. Sie bewarb sich für ein Stipendium, um ihre Studien im akademischen Jahr 1957–1958 an der Oxford University weiterzuführen und eine Dissertation über die „metaphysischen Voraussetzungen von Ethik“ zu schreiben. Auf Empfehlung von Paul Tillich, dessen Seminar über Klassische Deutsche Philosophie sie besucht hatte, erhielt sie das Stipendium. Während ihr Mann Professor in Stanford wurde und Sohn David von den Großeltern väterlicherseits betreut wurde, zog Sontag 1958 nach England.
Bereits wenige Monate später verließ Sontag Oxford und zog weiter nach Paris. Sie bezog eine kleine Mansardenwohnung in der Rue Jacob im Stadtteil Saint-Germain-des-Prés, um in den Bibliotheken der Stadt und an der Sorbonne für ihre Dissertation zu recherchieren. In ihrer Freizeit entdeckte sie das Leben der Pariser Bohème für sich: Sie besuchte zusammen mit Freunden Cafés, Bars und Partys, sah sich oft mehrmals am Tag Filme in der Cinémathèque française oder in den Kinos des Quartier Latin an und pflegte eine turbulente Affäre mit der Autorin und Exil-Amerikanerin Harriet Sohmers. Sontag genoss das anonyme Leben in der Großstadt, erlebte sexuelle Abenteuer und lernte intellektuelle Ikonen wie Allen Ginsberg und Jean-Paul Sartre kennen. Sie entwickelte eine ausgeprägte Franko- und Cinephilie, die sie den Rest ihres Lebens begleiten sollte.

### Anfänge als Autorin
Sofort nach ihrer Rückkehr in die USA teilte sie Philipp Rieff mit, dass sie sich von ihm trennen werde. Noch 1958 ließen sich Sontag und Rieff scheiden. Im März 1959 zog sie mit dem kleinen Sohn David nach New York. Die finanzielle Unterstützung ihres Ex-Manns nahm sie zwar für David an, verzichtete aber auf eigene Unterhaltsansprüche. Außerdem überließ sie Rieff die alleinigen Autorenrechte an Freud: The Mind of the Moralist, an dem sie mitgearbeitet hatte.
In New York fand Sontag zunächst eine Anstellung als Redakteurin bei der Zeitschrift Commentary und zog mit ihrem Sohn in eine Zweizimmerwohnung in der West End Avenue 350 an der Upper West Side. Wenige Monate später kündigte sie die ungeliebte Stelle, um im Herbst 1959 zwei Lehraufträge am City College of New York und am Sarah Lawrence College anzunehmen. Schließlich bot Jacob Taubes Sontag eine Stelle als Dozentin für Religionsphilosophie an der Columbia University an, die ihr ermöglichen sollte, ihre Dissertation zu beenden. Als Doktorandin setzte sie sich mit den Werken von Hegel, Marx und Nietzsche auseinander. Neben ihrer Anstellung begann Sontag, Literaturkritiken für die Studentenzeitung The Columbia Daily Spectator zu verfassen. Außerdem kümmerte sie sich als Alleinerziehende um ihren kleinen Sohn, den sie mangels Babysitter abends einfach zu Partys mitnahm.
Sontag wurde bald Teil der New Yorker Kunst- und Intellektuellenszene. Durch Harriet Sohmers lernte sie ihre spätere Freundin, die Malerin Maria Irene Fornés, sowie den Schriftsteller Alfred Chester kennen. Die vier gingen untereinander komplizierte Affären ein, beeinflussten sich jedoch auch beruflich und geistig. So fingen Fornés und Sontag am Küchentisch der gemeinsamen Wohnung zusammen an, ernsthaft zu schreiben. Chester vermittelte Sontag wichtige Kontakte in die New Yorker Geisteswelt. In New York lernte Sontag auch Hannah Arendt kennen, die sie als intellektuelles Vorbild bewunderte. Beide schrieben für die Partisan Review.
Philipp Rieff versuchte in dieser Zeit vergeblich das Sorgerecht für den gemeinsamen Sohn David einzuklagen: Seine Ex-Frau sei wegen ihrer lesbischen Beziehungen keine gute Mutter. Der Prozess und die damit zusammenhängende Schmutzkampagne in der Presse hinterließen bei Sontag einen nachhaltigen Schock. Laut Richard Howard waren diese Erfahrungen ein Grund für Sontag, sich Zeit ihres Lebens nicht zu outen.
Im Herbst 1963 erschien Sontags erster Roman Der Wohltäter, ein inhaltlich schwer verständlicher Text voller Anspielungen, u. a. auf Descartes, Voltaire und den antiken Hippolytos-Mythos. Sontag, die von ihrem Verlag Farrar, Straus & Giroux (FSG) nur 500 Dollar Vorschuss erhalten hatte, wurde künftig von Verlagsleiter Roger Straus gefördert und zu seinen Abendgesellschaften eingeladen. Hier knüpfte sie Kontakte zur New Yorker High Society. Sontags Roman wurde nur von einigen New Yorker Literaten und Kritikern positiv aufgenommen. Ansonsten kam das Buch in den USA nur mäßig an und verkaufte sich nicht gut. Das nun einsetzende Medieninteresse an der gut aussehenden Autorin bildete jedoch die Basis zu Sontags Image als glamouröser Vorzeige-Intellektueller.
Durch Vermittlung ihres Verlegers wurde Sontag 1964 als „Writer in Residence“ an die Rutgers University berufen und bekam anschließend ein Stipendium der Merrill Foundation. Dadurch ermutigt kündigte sie ihre Stelle an der Columbia University, um ihren Lebensunterhalt künftig als freie Schriftstellerin zu bestreiten.

### Durchbruch als Galionsfigur der Avantgarde

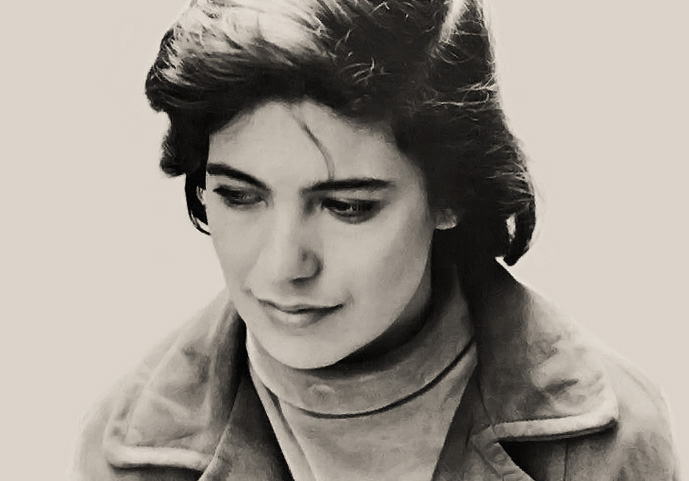
Susan Sontag, 1966

1964 erschien in der Herbst-Ausgabe der Partisan Review der Aufsatz Notes on „Camp“, der Sontags Durchbruch als Autorin markierte. Inspiriert von Elliot Steins Pariser Hotelzimmer beschrieb Sontag in 58 Absätzen die Aspekte des Camp als einer Möglichkeit, „die Welt als ästhetisches Phänomen wahrzunehmen“. Die Partisan Review erhielt zwar auch erboste Briefe von Lesern, die sich an der als „homosexuell“ konnotierten Thematik und an der ernsthaften Beschäftigung mit der Popkultur störten. Für Sontag war jedoch die weitere Berichterstattung in der US-amerikanischen Presse wichtiger, deren Höhepunkt eine begeisterte Besprechung des Textes im Time Magazine bildete. Mit ihrem Plädoyer für einen nicht so vergeistigten, gefühlsbetonteren Zugang zur Kunst hatte sie den Nerv der Zeit getroffen.
Im Sammelband Against Interpretation veröffentlichte Sontag zwei Jahre später 26 Essays, die in so unterschiedlichen Zeitschriften wie der Partisan Review, Mademoiselle und Film Quarterly erschienen waren. Im titelgebenden Text forderte sie dazu auf, Kunst unmittelbar – ohne sie erst zu interpretieren – zu erleben. In einem anderen der Essays, Die Einheit der Kultur und die neue Erlebnisweise, setzte sie sich dafür ein, die Grenzen zwischen Hoch- und Popkultur aufzuheben. Diese Hinwendung zur Popkultur stellte in der damaligen Zeit einen Tabubruch dar und beförderte die Bekanntheit der Autorin weiter.
1967 erschien ihr zweiter Roman, Todesstation, der wie sein Vorgänger von der neueren französischen Literatur beeinflusst war und ebenfalls fast ausschließlich im Kopf seines Protagonisten spielte. Das Werk fiel bei der Kritik weitestgehend durch und wurde sogar als „Existentialismus-Kitsch“ bezeichnet. Die Rezensenten wunderten sich, dass eine so verdienstvolle Autorin eine fast schon unlesbare Erzählung abgeliefert habe. Sontag selbst bezeichnete das Buch, das ihrer Psychoanalytikerin gewidmet war, später als „ihren intimsten Roman“. Es war für die nächsten 25 Jahre jedoch ihre letzte Romanveröffentlichung.
Wie viele andere Zeitgenossen protestierte sie in dieser Zeit gegen den Vietnamkrieg und nahm an Demonstrationen und Happenings teil. Auf Einladung des FNA bereiste sie im Sommer 1968 Nordvietnam. Der im Verlauf dieser Reise entstandene Bericht Reise nach Hanoi war eines von zwei politischen Stücken ihrer zweiten, 1969 erschienenen Essaysammlung Styles of Radical Will. Er brachte ihr den Vorwurf ein, die politische Problematik zu vereinfachen, stärkte aber die Wahrnehmung der Autorin als „Amerikas öffentliches Gewissen“. Andere Texte des Bandes beschäftigten sich mit dem Philosophen E.M. Cioran, den Filmen von Bergman und Godard sowie der Pornografie in der Literatur. Auch in diesem Buch wandte sie sich wieder gegen die Interpretation von Kunst und beschäftigte sich stattdessen mit Fragen zu Form und Stil der beschriebenen Werke.
Aufgrund ihres damaligen Rufs als junge intellektuelle Autorin mit Glamourfaktor wurde sie oft zu internationalen Veranstaltungen eingeladen. Sie nahm nun an Konferenzen des PEN International teil und gehörte neben u. a. Edie Sedgwick und Lou Reed zu den Berühmtheiten, die Andy Warhol für seine Screen Tests auswählte.
Sie bereiste Europa und fuhr 1969 ein zweites Mal nach Kuba. Im Artikel The Cuban Poster, der 1970 in der Zeitschrift Artforum erschien, zeigte sich Sontag, ausgehend von ihrer Begeisterung für die kubanische Plakatkunst, angetan von Kubas „revolutionärer Gesellschaft, die nicht repressiv und spießig“ sei. In einem zweiten Text, der 1969 im linken Magazin Ramparts erschien, schwärmte sie für die „Spontaneität und Sinnlichkeit“ der Kubaner. Im Gegensatz zur amerikanischen New Left, die besessen von persönlicher Freiheit sei, setze man in Kuba sinnvollerweise auf das Kollektiv. Im Laufe der nächsten Jahre schwand Sontags Begeisterung für Kubas Gesellschaftsmodell allerdings, und 1971 unterzeichnete sie zusammen mit 60 anderen Kulturschaffenden einen Protestbrief gegen die Inhaftierung des kubanischen Schriftstellers Herberto Padilla.
Sontag, die begeisterte Kinogängerin war und seit 1961 zahlreiche Filmessays verfasst hatte, wurde 1967 als Jurymitglied zu den Filmfestspielen von Venedig eingeladen. In dieser Zeit begann sie auch, Ideen für eigene Filme zu entwickeln. Ihr Erstlingsfilm Duet for Cannibals, der 1969 außer Konkurrenz beim Filmfestival in Cannes Premiere feierte, entstand schließlich in Schweden. Sontag war für Regie, Drehbuch und Schnitt verantwortlich. Obwohl die Kritiken zu dem an Bergman, Bresson und Godard erinnernden, surrealen Schwarzweißfilm gemischt waren, bot der schwedische Produzent ihr an, im folgenden Jahr einen zweiten Film mit größerem Budget zu drehen. Die Arbeiten an diesem Film gestalteten sich anstrengend für Sontag, die während dieser Zeit in Schweden lebte und unter dem dortigen dunklen Winter litt. Im Drehbuch verarbeitete sie den Selbstmord ihrer Freundin Susan Taubes. Während der Dreharbeiten ging Sontags Liebesverhältnis mit der italienischen Adligen Carlotta del Pezzo in die Brüche. Als Brother Carl 1970 erschien, erhielt er gemischte Kritiken und lief nur kurze Zeit in wenigen Kinos. Die New York Times nannte den wieder in Schwarzweiß gedrehten Film „sehr unvollkommen“, im Gegensatz zu seinem Vorgänger sei er jedoch „ein richtiger Film“. The Village Voice frotzelte: „Zugang für Kinder nur in Begleitung eines Universitätsabsolventen“.

### Arbeitsethos und Amphetamin
Seit ihrer Jugend versuchte Sontag, u. a. inspiriert vom Romanhelden Martin Eden, wenig zu schlafen, um so viel wie möglich lesen und erleben zu können. Sie wird als undisziplinierte Arbeiterin geschildert, die nicht gern allein war, nichts versäumen wollte und sich lieber ins Nachtleben stürzte, anstatt ein regelmäßiges Schreibpensum zu absolvieren. Ab Mitte der 1960er-Jahre nahm sie Amphetamin, um nächtelang durchschreiben zu können und so ihre Abgabetermine zu schaffen. Die Droge war damals in Künstlerkreisen weit verbreitet, einer ihrer „Dealer“ war W. H. Auden. Als mahnendes Beispiel galt ihr Jean-Paul Sartre, der unter Amphetamineinfluss gegen Ende seines Lebens viel Unlesbares produziert habe. Laut Sontags Biograf Benjamin Moser sei ihr jahrzehntelanger Amphetaminkonsum jedoch ein Grund für ihr immer stärker werdendes divenhaftes Benehmen gewesen. Sigrid Nunez dagegen berichtet fast bewundernd, wie Sontag Ende der 1970er-Jahre nachts wie eine Besessene und kettenrauchend las, Notizen machte und in ihre Schreibmaschine hämmerte.

### Schöpferische Krise in Paris
Zwischen 1972 und 1975 verlegte Sontag ihren Lebensmittelpunkt nach Paris. Als Gründe werden eine Art Flucht vor dem Ruhm und der öffentlichen Meinung in den USA genannt, aber auch eine neue Beziehung zur französischen Filmproduzentin Nicole Stéphane. Sontag knüpfte neue Kontakte zu Pariser Intellektuellen, lernte u. a. Roland Barthes kennen und lebte für kurze Zeit in einer Wohnung, die vor ihr Jean-Paul Sartre gemietet hatte. Trotz des neuen Umfelds litt Sontag unter Schreibblockaden und beschrieb ihre Stimmung selbst als depressiv. Ihre finanzielle Situation war angespannt, da ihre Publikationen sich nur begrenzt verkauften und ihre Filme nicht einmal die Produktionskosten einspielten.

### Kurzgeschichten und Essays der 1970er-Jahre
Erst mit dem essayistischen Nachruf Über Paul Goodman, der 1972 in der New York Review of Books erschien, fand Sontag aus der Krise heraus. Ihm folgten in den nächsten Jahren ähnlich persönlich angelegte Essays über Walter Benjamin, Elias Canetti und Antonin Artaud. Außerdem begann Sontag, autobiografisch gefärbte Kurzgeschichten zu schreiben.
1973 drehte sie – produziert von Nicole Stéphane und unter Mitwirkung ihres Sohns David Rieff – ihren ersten Dokumentarfilm. Promised Lands, ein persönlicher Filmessay in der Tradition Chris Markers über den Jom-Kippur-Krieg, wurde von einigen Kritikern geschätzt und gilt als Sontags bester Film.
Ihre Kurzgeschichten und Essays wurden, auch auf Betreiben von Sontags Verleger Roger Straus, in zahlreichen US-amerikanischen Zeitschriften veröffentlicht. Da vor allem Hochglanzmagazine wie Vogue, aber auch literarische Magazine wie Atlantic Monthly damals sehr gute Honorare zahlten, erlebte Sontag eine Phase der finanziellen Sicherheit. Dazu trugen Mitte der 1970er-Jahre außerdem ein Rockefeller- und ein Guggenheim-Stipendium bei.
Ihr vielzitierter Essay Faszinierender Faschismus, mit dem sie sich zum zweiten Mal mit den Filmen Leni Riefenstahls auseinandersetzte, sorgte 1975 für eine Rekordauflage der New York Review of Books. Sontag beschrieb darin, wie durchdrungen von faschistischer Ideologie Riefenstahls Stil sei. Die Regisseurin wickle die Zuschauer durch ihre verführerisch perfekten, Wunschvorstellungen von körperlicher Vollkommenheit beschwörenden Bilder ein. Als einen Grund für das Comeback der Regisseurin machte Sontag einen immer stärker werdenden Schönheitskult in der Gesellschaft aus. Daneben kritisierte sie – die selbst ein ambivalentes Verhältnis zum Feminismus pflegte – den Zuspruch, den Riefenstahl gerade von Feministinnen erhielt. Dies führte zu einem erhitzten Leserbrief-Schlagabtausch mit der Lyrikerin Adrienne Rich.
Eine Ausstellung der Fotos von Diane Arbus im Museum of Modern Art – Sontag hielt Arbus’ künstlerischen Ansatz für problematisch – führte zur jahrelangen und intensiven Beschäftigung der Autorin mit dem Medium Fotografie. Von 1972 bis 1977 schrieb sie sieben Aufsätze zum Thema, die einzeln in der New York Review of Books erschienen und schließlich als Sammelband Über Fotografie herauskamen. Das Buch wurde von der New York Times Book Review unter die 20 besten Bücher des Jahres gewählt und erhielt weitere Auszeichnungen.

### Erste Krebserkrankung
1975, im Alter von 42 Jahren, erfuhr Sontag bei einer Routineuntersuchung, dass sie Brustkrebs im fortgeschrittenen Stadium hatte. Als die Ärzte ihr schlechte Überlebenschancen ausrechneten, begann sie sich selbst intensiv über Krebserkrankungen zu informieren und las sich in medizinische Fachliteratur ein. Schließlich unterzog sie sich einer Rotter-Halsted-Mastektomie und einer zweieinhalb Jahre dauernden, hoch dosierten Chemotherapie. Wie viele freischaffende Künstler in den USA hatte Sontag keine Krankenversicherung. Durch einen von u. a. Robert Silvers und Barbara Epstein von der New York Review of Books initiierten Spendenaufruf konnte ein Großteil der für die Behandlung fälligen Summe von 150.000 Dollar bei Freunden und Unterstützern eingesammelt werden.
Tatsächlich wurde der Krebs durch die radikalen Maßnahmen zurückgedrängt und Sontag begann nach der schwersten Phase der Chemotherapie wieder auszugehen und zu schreiben: Sie beendete die durch die Krankheit unterbrochene Arbeit am Essayband Über Fotografie. Sie besuchte, sobald ihre Gesundheit es erlaubte, Theater-, Oper- und Kinovorstellungen sowie den Punkrock-Club CBGB. Den siebenstündigen Film Hitler, ein Film aus Deutschland sah sie sich mehrmals an.

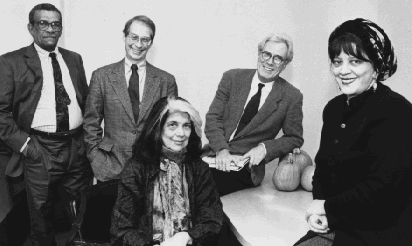
Von rechts nach links: Tatjana Tolstaja, Mark Strand, Susan Sontag, Richard Locke und Derek Walcott

Ihre aufgrund der Chemotherapie weiß nachwachsenden Haare ließ Sontag nun bis auf eine Strähne schwarz färben. Diese Frisur wurde für die nächsten zwanzig Jahre zu ihrem Markenzeichen. Auf Karikaturen und in Comedy-Shows wie Saturday Night Live war durch die markante Haarsträhne sofort erkennbar, wenn es um die mittlerweile zur Kulturikone gewordene Sontag ging.

### Vielfältige Aktivitäten der späten 1970er- und 1980er-Jahre
Sontag gehörte zu den ersten Stipendiaten und Mitarbeitern des 1977 von Richard Sennett gegründeten New York Institute for the Humanities. Die Einrichtung wurde zu einem Fixpunkt des intellektuellen New York, was auch an Sontags Wirken lag und an den zahlreichen Geistesgrößen, die sie an das Haus vermittelte. Der Kontakt mit osteuropäischen Dissidenten, die von dem Institut unterstützt wurden, und ihre Freundschaft mit dem Exil-Dichter Joseph Brodsky verstärkte Sontags Interesse an russischer Literatur. Gleichzeitig begann sie ihre frühere Sympathie für kommunistische Länder zu überdenken. Wie andere Intellektuelle hatte sie Länder wie China und Kuba auf Einladung der Regime und auf den immer gleichen Routen bereist. Diese Erfahrungen verarbeitete sie in dem selbstkritischen Seminar The Visit und in dem Zeitungsartikel Model Destinations aus dem Jahr 1984. Ein Romanprojekt zum gleichen Thema, an dem sie zehn Jahre arbeitete, wurde nie vollendet.
1978 veröffentlichte sie den Erzählband Ich, etc. Das Buch, dessen Titel auf den Roman I, etcetera ihres Weggefährten Alfred Chester anspielt, enthält seit den frühen 1960er-Jahren entstandene Kurzgeschichten. Mit einigen der Erzählungen, die autobiografisch-essayistisch gehalten sind, gelang Sontag der lang ersehnte Erfolg als literarische Schriftstellerin.
Anschließend begann sie wieder zu reisen und übernahm 1979 in Turin das erste Mal eine Theaterregie: Sie inszenierte Luigi Pirandellos Come tu mi vuoi in einer von ihr stark bearbeiteten Version mit Adriana Asti in der Hauptrolle.
1980 kam der Essay-Sammelband Im Zeichen des Saturns heraus, in dem sich Sontag mit den Werken europäischer Autoren auseinandersetzte. Der Band wurde ein Erfolg in Europa, fand aber in den USA keine große Leserschaft. Nach Erscheinen des Buchs verkündete Sontag, sie sei „am Ende dessen angekommen, was die Essayform für mich tun kann“. Sie begann, an einem komplex strukturierten Roman über osteuropäische Emigranten – Arbeitstitel The Western Half – und an einer Novelle zu arbeiten. Beide Projekte wurden nie vollendet. Sontag selbst führte das darauf zurück, dass sie sich oft anderen Dingen widmete, darunter immer wieder dem Schreiben von Essays. Außerdem verfasste sie in den 1980er-Jahren viele Artikel, z. B. ein längeres Stück über Fassbinders Berlin Alexanderplatz in Vanity Fair, schrieb Fernsehbeiträge und führte weitere Male Theaterregie.
Im Herbst 1982 reiste Sontag nach Venedig, um im Auftrag der RAI einen Film über die Stadt zu drehen. Er sollte in der Reihe Per un viaggio in Italia und in Verbindung mit Marguerite Duras’ Film Dialogo di Roma (1982) gezeigt werden. Während der Dreharbeiten entwickelte sich zwischen Sontag und der Hauptdarstellerin, der Tänzerin Lucinda Childs, eine Liebesbeziehung. Der fertige Film Giro turistico senza guida – Unguided Tours war zwar kein Erfolg, inspiriert durch die Beziehung zu Childs entwickelte Sontag jedoch ein neues Interesse für den Tanz. Sie verfasste über die nächsten Jahre einige Texte zu dem Thema und schrieb und produzierte 1986 den Fernseh-Essay A Primer for Pina über Pina Bausch.
Mitte der 1980er-Jahre erkrankten in Sontags Umfeld immer mehr Menschen an AIDS, zahlreiche Freunde starben an der Immunschwächekrankheit. Sontag schrieb davon beeinflusst die Erzählung So leben wir jetzt, die 1986 erstmals im New Yorker erschien. Ausschließlich durch die vielstimmigen Reaktionen seiner Freunde und Bekannten wird die namenlose, tödliche Krankheit des anonymen Protagonisten reflektiert. Sontag traf damit die Stimmung der Zeit so gut, dass die Erzählung anschließend in zwei Anthologien und drei Jahre später als Buch veröffentlicht wurde. Sie war in dieser Zeit jedoch nicht so sehr als Schriftstellerin, sondern eher kulturpolitisch aktiv. So engagierte sie sich immer mehr für den PEN America, als dessen Präsidentin sie von 1987 bis 1989 fungierte. In dieser Rolle unterstützte sie u. a. Salman Rushdie, gegen den Ayatollah Khomeini 1989 eine Fatwa ausgesprochen hatte.
1988 veröffentlichte sie mit Aids und seine Metaphern ihr erstes Buch seit sieben Jahren. Ursprünglich als Nachwort zu einer Neuauflage von Krankheit als Metapher gedacht, kehrte Sontag hier auf knapp hundert Seiten zur Form des Essays zurück. Sie analysierte in dem Text u. a. Vergleiche von AIDS mit Syphilis und der Pest und beschrieb, wie die Virus-Metapher in anderen Lebensbereichen Einzug hielt, z. B. im Zusammenhang mit Computern. Das Buch erhielt weitgehend schlechte Kritiken. So bemängelte die New York Times, dass unklar bleibe, was die Autorin eigentlich beschäftige. Nach Meinung von Sontags Biograf J. B. Maunsell wirkt der Text seltsam kraftlos, da sie ihre eigene Identität als bisexuelle Frau und damit als Teil der Gesellschaftsgruppe, die mit AIDS am meisten in Verbindung gebracht wurde, nicht offenlege.
Bei einem Autorenfoto-Shooting im Rahmen der Veröffentlichung von Aids und seine Metaphern traf Sontag auf die international bekannte, 16 Jahre jüngere Fotografin Annie Leibovitz. Die beiden Frauen begannen eine Beziehung, die mit Unterbrechungen bis zu Sontags Tod 2004 anhielt. Obwohl sie oft gemeinsam in der Öffentlichkeit auftraten, bekannte sich Sontag nie zu der Beziehung.

### Später finanzieller und literarischer Erfolg
Ab 1989 ließ sich Sontag, die bisher immer wieder mit finanzieller Unsicherheit zu kämpfen hatte, von dem Literaturagenten Andrew Wylie vertreten. Er verhandelte für Sontag einen lukrativen Vertrag über vier Bücher bei ihrem Stammverlag, Farrar, Straus & Giroux. Im folgenden Jahr wurde ihr ein Stipendium der MacArthur-Stiftung zuerkannt, das mit 340.000 Dollar und einer Krankenversicherung dotiert war. Sontag konnte sich nun ein eigenes Penthouse in Chelsea leisten, im selben Gebäudekomplex, in dem auch Annie Leibovitz wohnte.
Die finanzielle Absicherung war ein Grund, warum sich Sontag ab 1989 endlich auf ein Romanprojekt konzentrieren konnte. Dazu kam ihr Wunsch, etwas in literarischer Hinsicht Bleibendes zu hinterlassen. Außerdem wurde es schwieriger, mit Essays eine breite Leserschaft zu erreichen. Viele Magazine, für die sie hätte schreiben können, wurden nurmehr von einer gebildeten, kleinen Zielgruppe gelesen. Sontag zog zunächst auf Einladung des DAAD nach Berlin und begann dort an der Arbeit zu Der Liebhaber des Vulkans. Mit diesem Roman, der das Dreiecksverhältnis zwischen Emma Hamilton, William Hamilton und Horatio Nelson schildert, gelang ihr 1992 ein Bestseller. Von der Kritik wurde das Werk mit den essayistischen Romanen V.S. Naipauls und Milan Kunderas verglichen, Sontag selbst sah sich in der Tradition von u. a. Proust, Tolstoi und Thomas Mann. Obwohl kritische Stimmen einen Mangel an literarischer Empathie und an Tiefe bemängelten und ihr einen eher sorglosen Umgang mit historischen Quellen vorwarfen, wurde ihr erster Roman seit 25 Jahren zum langersehnten literarischen Großerfolg.

### Warten auf Godotin Sarajevo

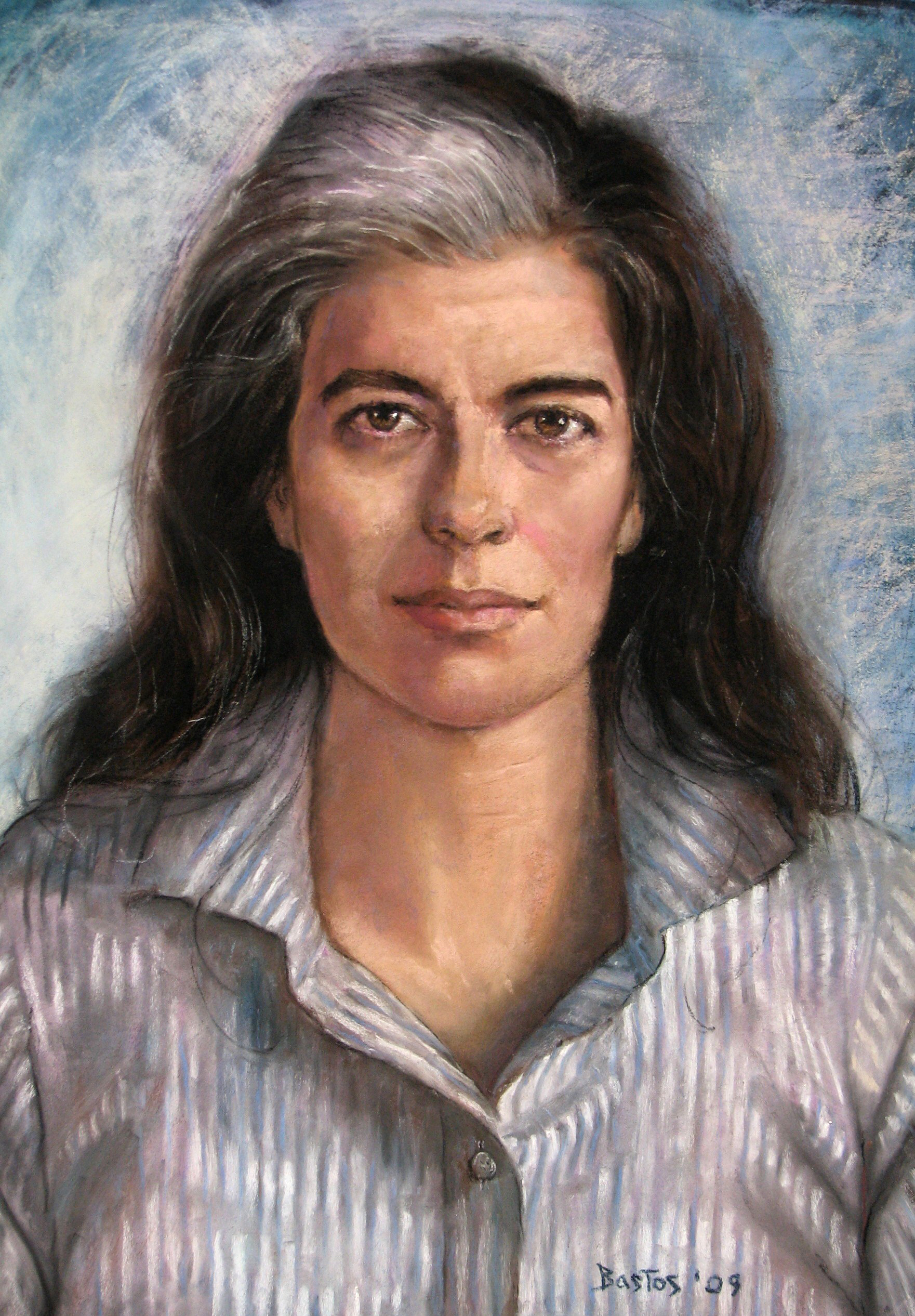
Juan Bastos: Susan Sontag (1994)

Während des Bosnienkrieges fuhr Sontag mehrmals ins von serbischen Milizen belagerte Sarajevo. Zusammen mit einheimischen Theaterschaffenden inszenierte sie im Sommer 1993 Becketts Warten auf Godot am dortigen „Theater der Jugend“. Sie besetzte die beiden Hauptrollen mit je drei Mitwirkenden, weil sie so mehr Schauspieler einsetzen konnte. Dafür zeigte sie nur den ersten Akt des Stücks, damit die Vorstellung nicht länger als 90 Minuten dauerte: Im Theater gab es lediglich Holzbänke und weder Elektrizität noch Toiletten, der Nachhauseweg war lebensgefährlich. Sontags Engagement lenkte internationales Medieninteresse auf Sarajevo, was ihr von Teilen der Presse als Selbstvermarktung ausgelegt wurde. Andererseits wurde ihr viel Dankbarkeit entgegengebracht: Sie wurde Ehrenbürgerin von Sarajevo und der Platz vor dem Nationaltheater der Stadt wurde 2010 nach ihr benannt. Den mit 25.000 Dollar dotierten Preis „Montblanc de la Culture“, den sie für ihre Arbeit in Sarajevo erhielt, spendete sie Hilfsorganisationen vor Ort.
Ihren nächsten Roman In America widmete Sontag „meinen Freunden in Sarajevo“: Sie begann 1993 mit der Arbeit an dem Buch, das auf dem Leben der polnischen Schauspielerin und Emigrantin Helena Modrzejeska basiert. Sontag ließ ihre neuen Theatererfahrungen in die Handlung einfließen. Der Roman spielt in Polen, der Heimat ihrer Großeltern, später in Kalifornien, das sie mit eigenen Kindheitserinnerungen verknüpfte. Ein weiteres Motiv ist der Abschied von der europäischen Hochkultur: Die von ihr so wahrgenommene Indifferenz der Europäer gegenüber dem Jugoslawienkrieg traf Sontag nachhaltig. Außerdem zieht sich das Thema des mühsamen Neubeginns durch die Erzählung.

### In Americaund zweite Krebserkrankung
Die Arbeit am Roman wurde 1998 durch eine erneute Tumor-Diagnose unterbrochen: Sontag litt an einem seltenen Gebärmuttersarkom. Es wurde durch eine Hysterektomie und anschließende, über ein Jahr andauernde Chemo- und Strahlentherapie erfolgreich bekämpft. Sontag litt jedoch unter den starken Nebenwirkungen, zu denen eine Neuropathie der Füße gehörte. Annie Leibovitz dokumentierte auf Sontags Anregung die erneute Erkrankung in ihrem Fotoband A Photographer’s Life, der 2006 erschien.
Nachdem Sontag halbwegs genesen war, schrieb sie das letzte Kapitel von In America und ging anschließend auf eine ausgedehnte Lesereise durch die Vereinigten Staaten. Der Roman, der im Frühjahr 2000 erschien, wurde unterschiedlich aufgenommen. Michiko Kakutani bezeichnete ihn in der New York Times als konventionelle Imitation eines konventionellen Romans aus dem 19. Jahrhundert, andere Kritiker lobten trotz Schwachstellen die intelligente Geschichtenerzählerin Sontag. Nach Erscheinen des Romans wurde Sontag mit Plagiatsvorwürfen konfrontiert, da sie fremde Texte nicht ausreichend gekennzeichnet habe. Zum eigenen Erstaunen wurde sie 2000 für In America mit dem National Book Award ausgezeichnet.
Zur Zeit der Terroranschläge des 11. September 2001 hielt sich Sontag auf Einladung der American Academy in Berlin auf. Zwei Tage später, unter dem Eindruck der einseitigen Berichterstattung US-amerikanischer Fernsehsender, verfasste sie eine wütende Polemik. Im Text Feige waren die Mörder nicht, der in gekürzter Fassung im New Yorker erschien und ungekürzt in der FAZ, verglich sie u. a. die „Einstimmigkeit der frömmlerischen, realitätsverzerrenden Rhetorik fast aller Politiker und Kommentatoren“ in den USA mit den „selbstgerechten Platitüden sowjetischer Parteitage“. Sie griff die „hirnlose, irreführende Demagogie amerikanischer Regierungs- und Medienleute“ an und bezeichnete deren Reaktion auf die Anschläge als „selbstgerechten Blödsinn“. In der angespannten Atmosphäre direkt nach den Anschlägen wurde sie dafür von weiten Teilen der US-Presse als unpatriotisch kritisiert. Sontag bemühte sich in der folgenden Zeit, ihre Aussagen zu relativieren, gleichzeitig wurde sie zu einer der frühesten und schärfsten Kritikerinnen der Regierung von George W. Bush und dessen „Krieg gegen den Terror“. Sie warnte auch frühzeitig vor dem Irakkrieg, der ihrer Meinung nach zu einem langen Bürgerkrieg in der Region führen würde. Mit dem Essay Das Leiden anderer betrachten (2003), in dem sie sich mit der Kriegsfotografie auseinandersetzte, fand sie nach Meinung von Kritikern zu ihrer alten, scharfsinnigen Form zurück.
Als Annie Leibovitz im Oktober 2001 eine Tochter entband, war Sontag im Krankenhaus an ihrer Seite. Etwas früher hatte Sontag noch ein Foto ihrer hochschwangeren, unbekleideten Lebensgefährtin gemacht. Damit spielte sie auf die Tatsache an, dass durch Leibovitz’ Foto von Demi Moore im Jahr 1991 die Abbildung von Schwangeren in der Populärkultur gesellschaftsfähig geworden war.
In ihren letzten Jahren wurde Sontag mit einer Reihe renommierter Auszeichnungen bedacht, z. B. mit dem Jerusalem-Preis und dem Friedenspreis des Deutschen Buchhandels. Der Nobelpreis war zu ihrem Bedauern nicht dabei. Über diese Tatsache tröstete sie sich damit hinweg, dass auch Borges ihn nicht erhalten hatte.
Anfang 2004 wurde bei Sontag das myelodysplastische Syndrom festgestellt, das wahrscheinlich durch die Strahlentherapie ihrer letzten Krebserkrankung entstanden war. Trotz geringer Erfolgsaussichten entschied sie sich noch für eine Knochenmarktransplantation, die jedoch scheiterte. Sie starb Ende 2004 nach monatelangem Leiden im Alter von 71 Jahren in New York und wurde auf dem Cimetière Montparnasse in Paris beigesetzt.

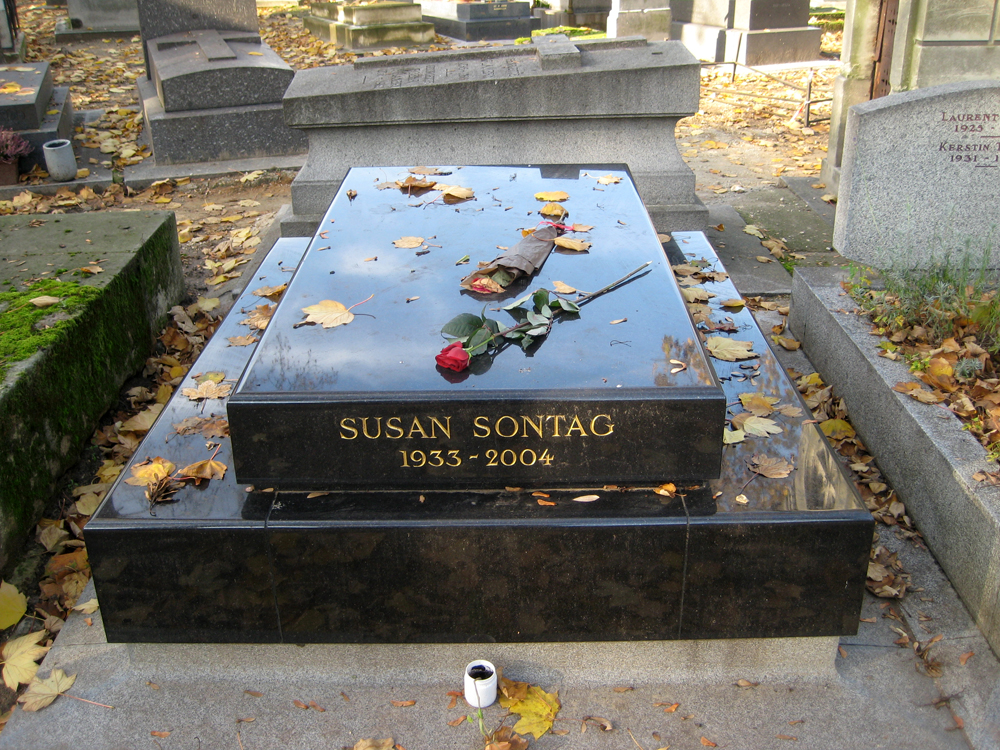
Susan Sontags Grab auf dem Cimetière Montparnasse

Ihr letztes Werk war die posthum herausgegebene Textsammlung Zur gleichen Zeit. Über ihren vergeblichen Kampf gegen die letzte Krebserkrankung schrieb ihr Sohn, der Journalist und Autor David Rieff, 2009 das Buch Tod einer Untröstlichen. Ihr Nachlass liegt bei der University of California, Los Angeles (UCLA); Sontag hatte der Einrichtung ihre umfangreiche Bibliothek, die Korrespondenz und Manuskripte 2002 für 1,1 Millionen Dollar übergeben. Es handelte sich dabei um den bis dahin teuersten Ankauf eines Autorenarchivs.

## Schaffen
Susan Sontags vielschichtiges Werk ist geprägt von ihrem breiten Interesse an Literatur, Kunst, Film, Politik und anderen Bereichen des intellektuellen Lebens. Sontag ist nicht nur Autorin von Essays, Romanen, Erzählungen, Kritiken, Filmen und Theaterstücken. Als Menschenrechtlerin verfasste sie vielbeachtete Reden und Kommentare, sie war Präsidentin des US-amerikanischen PEN und umtriebige Unterstützerin des New York Institute of the Humanities. Auf für sie typische zugespitzte und oft polemische Art und Weise kritisierte sie gesellschaftliche und kulturelle Missstände und immer wieder die US-Regierung. Auch das Projekt, sich als „Susan Sontag“ selbst erfunden zu haben und zum ersten „Popstar der Literaturkritik“ geworden zu sein, gehört zu ihrem Schaffen.

### Essays
Charakteristisch für Sontags literatur- und kunstkritische Essays, die sich mit hochkulturellen wie mit populären Themen beschäftigen, sind die Meinungsstärke der Autorin, ihr Einsatz von Aphorismen und ihr Ernst. Sontag schrieb gern über Themen, die als radikal galten oder nicht im Mainstream verortet waren. Werke anderer beschrieb sie meist voller Bewunderung und in einer an Adjektiven reichen Sprache. Sie setzte oft Metaphern ein, z. B. um Gewalt auszudrücken, obwohl sie deren Verwendung in anderen Kontexten, wie z. B. Krankheit, kritisierte.
Mit den Essays, vor allem Anmerkungen zu „Camp“ – der bis heute als ihr bekanntester Aufsatz gilt – und dem Sammelband Kunst und Antikunst, wurde Sontag Mitte der 1960er-Jahre berühmt. Sontag machte den Begriff „Camp“ durch ihren Aufsatz populär, er entwickelte sich anschließend zu einem Modewort.
Die 1977 erschienene Essaysammlung Über Fotografie, die Sontag als Gesellschaftsanalyse der Moderne verstand, erreichte ein noch breiteres Publikum. Darin vertrat die Autorin einen bildskeptischen Ansatz. Die andauernde Bilderflut stumpfe die Betrachter ab. Zudem sei Fotografie keine Kunst, nur Medium. Gleichzeitig beschrieb Sontag die Fotografie als einzigartige Möglichkeit, auf Knopfdruck Kunst zu produzieren. In einer Zeit, in der das Interesse an Fotografie in der Kunstgeschichte und beim Publikum immer größer wurde, war Sontags Buch eine der ersten wissenschaftlichen Abhandlungen zum Thema. Neben Die helle Kammer von Roland Barthes wurde Über Fotografie zum vielgelesenen Klassiker der Fototheorie. Mittlerweile sind jedoch einige ihrer Ansichten veraltet, wie z. B. die Meinung, die Fotografie habe damals den „Gipfel ihrer Anerkennung“ erreicht.
1980 erschienen sieben ihrer persönlich gehaltenen, literarischen Essays im Sammelband Im Zeichen des Saturns. Es gilt als Sontags Leistung, mit diesen Aufsätzen die Werke von Elias Canetti, Roland Barthes, Walter Benjamin und Antonin Artaud in den Vereinigten Staaten bekannt gemacht zu haben.
Nach ihrer ersten Krebserkrankung und ausgehend von einem Vortrag über das Stigma und den Mythos von Tbc und Krebs an der New York University schrieb sie die Aufsätze, die 1978 im Band Krankheit als Metapher erschienen. Sontags Texte gehören nicht zum damals angesagten Genre der „Krebsmemoiren“, sondern erzählen eine Kulturgeschichte von Krankheiten seit der Antike. Die Autorin – die in früheren Essays Krebs als negative Metapher eingesetzt hatte und im Text selbst immer wieder mit Metaphern arbeitet – spricht sich nun dagegen aus, Krebs als Metapher für das Böse zu verwenden. Dadurch entstehe der falsche und entmutigende Eindruck, die Krankheit müsse unbedingt tödlich verlaufen. Das von der Kritik überwiegend positiv aufgenommene Buch wurde ein internationales Standardwerk für Krebspatienten und deren Ärzte.
Mit dem aus neun Essays bestehenden Sammelband Das Leiden anderer betrachten knüpfte Sontag 2003 an das Thema Fotografie an. Sie beschäftigte sich hier mit der Kriegsfotografie und sogenannten Schockbildern. Auf einige ihrer Ansichten aus den 1970er-Jahren kommt sie zurück, um sie teilweise zu revidieren oder zu relativieren: so gebe es durchaus Bilder, „deren Eindringlichkeit sich nicht abnutzt, zum Teil auch deshalb, weil man sie nicht oft ansehen kann.“ Im früheren Essay Against Interpretation hatte Sontag dazu aufgefordert, Kunst nicht hermeneutisch, sondern mit den eigenen Sinnen zu erfahren. Nun sprach sie sich dafür aus, die Passivität der eigenen Betroffenheit durch Nachdenken und eine intellektuelle Betrachtungsweise zu überwinden.
Ihren letzten Essay schrieb die bereits schwerkranke Autorin 2004 mit Das Foltern anderer betrachten. Darin setzte sie sich mit den digitalen Fotos auseinander, die amerikanische Soldatinnen und Soldaten im Gefängnis von Abu Ghraib von ihren misshandelten Gefangenen gemacht hatten. Sie beschreibt diese Bilder als Ausdruck der imperialen Politik der USA und verknüpft die Thematik u. a. mit dem Phänomen der Pornografie im Internet.
Obwohl Sontag mit ihren Essays, in denen sie intellektuelle Themen einer breiteren Öffentlichkeit zugänglich machte, sehr erfolgreich war, betrachtete sie das Schreiben dieser Texte als Nebentätigkeit. Sie verstand sich selbst als Literatin.

### Romane und Erzählungen
Sontag veröffentlichte vier Romane. Besonders die beiden in den 1960er-Jahren entstandenen Werke Der Wohltäter und Todesstation gelten als schwierig und nur aus ihrer Zeit heraus verständlich. Sontag wollte damals Avantgarde-Literatur schreiben und wandte sich bewusst von klassischen Erzählmodellen ab, um moderne Subjektivität zu erreichen. Entsprechend ist ihr Erstling Der Wohltäter nicht im realistischen Stil zeitgenössischer US-amerikanischer Autoren geschrieben. Sontag orientierte sich hier merklich an internationalen Vorbildern wie Beckett und Nabokov. Ähnlich hielt sie es bei Todesstation, mit dem sie sich den fantastischen Welten von Kafka, Burroughs und Borges annäherte. Die beiden Romane wurden deutlich weniger beachtet als Sontags erfolgreiche Essays. Mit dem 1992 erschienenen historischen Roman Der Liebhaber des Vulkans gelang Sontag dagegen ein Bestseller, der in 20 Sprachen übersetzt wurde. In Amerika aus dem Jahr 2000, ebenfalls ein historischer Roman, wurde Sontags erfolgreichstes Buch, für das sie trotz Plagiatsvorwürfen mit dem National Book Award ausgezeichnet wurde.
Außerdem erschien 1978 die Kurzgeschichten-Sammlung I, etcetera. Darin veröffentlichte Sontag Storys aus unterschiedlichen Schaffensperioden, die sie als „Abenteuer in der ersten Person“ charakterisierte. Vor allem Debriefing, Projekt einer Reise nach China und Ohne Reiseführung wurden von der zeitgenössischen Kritik als erste wirkliche literarische Erfolge Sontags gewertet. Die Geschichten, in denen sie autobiografische Elemente mit einer essayistischen Herangehensweise mischte, werden zu den besten des Genres gezählt.
1986 traf sie mit der Erzählung So leben wir jetzt den Nerv der Zeit. Sie verarbeitete darin die AIDS-Epidemie, der viele Menschen aus ihrem Umfeld zum Opfer fielen.

### Film
Sontag war leidenschaftliche Cineastin und stellte im Gegensatz zu anderen zeitgenössischen US-amerikanischen Intellektuellen den Film sogar über Literatur und bildende Kunst. Sie war von der Pariser Filmkultur geprägt und schrieb zahlreiche Aufsätze über die europäische Filmavantgarde und den amerikanischen Untergrundfilm. Dabei brachte sie eine für die USA neue, akademische Sichtweise ins Spiel. Ab 1995 schrieb sie nicht mehr zu diesem Thema, da sie beim zeitgenössischen Filmschaffen den intellektuellen formalen und politischen Anspruch vermisste.
Ähnlich wie von ihr bewunderte europäische Autoren wie Marguerite Duras wurde sie ab Ende der 1960er-Jahre auch selbst zur Filmemacherin. Sie drehte vier Lang- und zwei Kurzfilme, die bei der Kritik jedoch auf wenig Gegenliebe stießen.

„Filmemachen, das ist eine Erbsenzählerei, Stress, Streit, Klaustrophobie, Erschöpfung, Euphorie. Filmemachen ist der Versuch, die Inspiration am Flügel zu fassen. Filmemachen ist Pfusch – nur, um am Ende des Tages zu begreifen, dass man selbst die Idiotin war, die alles falsch gemacht hat […]“

### Theater
Susan Sontag ging mit Begeisterung ins Theater, kannte sich in der europäischen und amerikanischen Theaterszene gut aus und schrieb einige Essays zu dem Thema. Sie inszenierte drei Theaterstücke anderer Autoren: Come tu mi vuoi von Luigi Pirandello am Teatro Stabile in Turin (1979) und Milan Kunderas Jakob und sein Herr am American Repertory Theatre der Harvard University (1985). Ihre Aufführung von Becketts Warten auf Godot, die sie während des Bosnienkrieges 1993 in Sarajevo mit einheimischen Schauspielerinnen und Schauspielern erarbeitete, erzeugte ein großes internationales Medienecho.
In den 1990er-Jahren schrieb Sontag vier Theaterstücke: Alice in Bed, das auf der Biografie der an Brustkrebs verstorbenen Alice James basierte und 1991 am Theater Bonn uraufgeführt wurde. Das kurze Stück A Parsifal, das sie anstelle eines Katalogtextes für die Robert-Wilson-Retrospektive am Bostoner Museum of Fine Arts 1991 verfasste. Der „surrealistische Alptraum“ Baby, das 1994 am Hamburger Thalia Theater uraufgeführt und von Harry Rowohlt ins Deutsche übertragen wurde. Sowie eine Adaption von Ibsens Die Frau am Meer, die sie zusammen mit Wilson entwickelte und die nach der Premiere in Italien 1998 erfolgreich in Europa und Korea aufgeführt wurde.
Als Theaterautorin interessierte sich Sontag nicht für den auf US-amerikanischen Bühnen vorherrschenden Naturalismus, das Sujet eines Stücks war für sie zweitrangig. Theaterstücke waren für sie intellektuelle Projekte, bei denen sie mit Sprache experimentieren und sich mit philosophischen Fragen auseinandersetzen konnte. Es war ihr dabei wichtig, mehrere Deutungsmöglichkeiten und Lesarten zuzulassen. Als Vorbild der Theaterautorin Sontag gilt Samuel Beckett. Sie arbeitete oft mit Robert Wilson zusammen, dessen moderne, intellektuell dichte Inszenierungen sie schätzte.
Während Sontag als Essayautorin von der Kritik gefeiert wurde, beklagten zeitgenössische Rezensenten ihre „spröde Theaterprosa“ und mangelnde Vorstellungskraft. Im Fall von Alice in Bed wurde Sontag unterstellt, bei Caryl Churchill abgeschrieben zu haben, Joan Schenkar erhob Plagiatsvorwürfe.

### Politischer Aktivismus und kulturpolitische Arbeit
Ab 1966 trat Sontag als politische Aktivistin in Erscheinung. Wie viele andere US-amerikanische Intellektuelle und Kunstschaffende engagierte sie sich gegen den Vietnamkrieg. Sie nahm an Read-ins teil, hielt Reden und wurde im Rahmen einer Protestaktion in New York kurz verhaftet. Sontag besuchte Nordvietnam und sprach sich z. B. in den Essays Trip to Hanoi und What’s Happening in America deutlich gegen die US-Regierung aus. 1971 engagierte sich Sontag, die sich zuvor für das kommunistische Regime in Kuba starkgemacht hatte, für die Freilassung des kubanischen Schriftstellers Heberto Padilla.
In den 1980er-Jahren entdeckte Sontag die kulturpolitische Arbeit für sich. Zum einen schrieb sie Vorworte für vorzugsweise europäische Autoren, die sie mit ihrer Popularität unterstützte. Als Präsidentin des US-amerikanischen PEN zwischen 1987 und 1989 setzte sie sich tatkräftig für die Redefreiheit von Autoren ein. In den letzten Jahren des Kalten Krieges engagierte sie sich für osteuropäische Autoren wie Miklos Duray und Sandor Leszak, aber auch für die südkoreanischen Schriftsteller Kim Hyon-Jan und Kim Nam-ju und für den bengalischen Lyriker Daud Haider. Besondere Aufmerksamkeit erhielt ihr jahrelanger Einsatz für den seit 1989 durch Ayatollah Khomeini mit einer Fatwa belegten Salman Rushdie.
Während des Bosnienkrieges besuchte die damals 60-Jährige mehrmals das belagerte Sarajevo, um sich über die Situation vor Ort zu informieren und die Einwohner mit Spendengeldern und Projekten zu unterstützen. Besonders durch ihre Inszenierung von Warten auf Godot in der besetzten Stadt machte sie die Weltöffentlichkeit auf den Kriegsschauplatz mitten in Europa aufmerksam. Für ihr Engagement erhielt sie die Ehrenbürgerschaft der Stadt Sarajevo.

### Das Projekt „Susan Sontag“
Mit zwölf Jahren nahm Susan Rosenblatt den Nachnamen ihres Stiefvaters an. In den Jahren danach begann sie, sich als Kunstfigur „Susan Sontag“ selbst zu erfinden. Diesen Prozess hielt sie in ihren Tagebüchern fest. In einer Vielzahl von Listen notierte sie z. B. welche Verhaltensweisen sie an sich ändern wollte, künftige Buchtitel und das literarische Pensum, das sie sich auferlegte. Ihre späteren Werke als Kritikerin zeichnete ein zugrunde liegender autobiografischer Charakter aus, selbst wenn sie betont unpersönlich gehalten waren. In diesen Werken und vielen Äußerungen vermittelte Sontag von sich selbst das Bild eines Wunderkinds, das zur weltgewandten Grande Dame und genialischen Schriftstellerin mit riesiger Privatbibliothek wurde. Das Zusammenspiel zwischen diesem zum Teil selbst erschaffenen Image und ihrem Œuvre ist kennzeichnend für Sontag.

## Kontroversen
Sontags Werk wird als polarisierend beschrieben. Sie galt als streitbare Autorin und Kritikerin des Neokonservativismus. Nachdem Sontag mit ihren frühen Essays zum Star geworden war, sorgten auch die vielen Kontroversen, die sie auslöste oder an denen sie beteiligt war, für den Erhalt dieses Ruhms. Sie selbst bestritt, dass das Absicht gewesen sei.
1967 schrieb sie in dem Essay What’s Happening in America, die „weiße Rasse“ sei der „Krebs der Menschheitsgeschichte“ und Amerika sei „auf Völkermord gegründet“. Der Essay gilt als einer der meistzitierten Texte Sontags, wird jedoch auch bis heute kritisiert. Der Autor Tom Wolfe, der sich gern über linksgerichtete Kollegen lustig machte, bezeichnete Sontag in diesem Zusammenhang als „Schmierantin, die ihr Leben damit verbringt, sich für Protestveranstaltungen anzumelden, und schwerfällig wie ihr Schreibstil zum Podium zu stapfen.“
Am 6. Februar 1982 gehörte Sontag zu den prominenten Rednern anlässlich einer Town-Hall-Versammlung in New York. Linke Künstler und Intellektuelle wie Carlos Fuentes, Gore Vidal und Pete Seeger drückten dort ihre Unterstützung für die polnische Solidarność-Bewegung aus. Gleichzeitig kritisierten sie die militärische Intervention der US-Regierung unter Ronald Reagan in El Salvador. Sontag provozierte auf der Veranstaltung mit einer Rede, in der sie der Linken (einschließlich sich selbst) vorwarf, repressive kommunistische Regime nicht ausreichend kritisiert zu haben. Man habe beunruhigende Nachrichten aus den kommunistischen Ländern verdrängt, weil man Kommunismus und Sozialismus unbedingt als Alternative zum Kapitalismus habe sehen wollen. Stattdessen sei der Kommunismus oft nichts weiter als „Faschismus mit einem menschlichen Gesicht“. Sontag wurde während der Rede ausgebuht und konnte kaum zu Ende sprechen. Anschließend wurde sie von der linksgerichteten Presse kritisiert, während neokonservative Kommentatoren sich freuten, dass Sontag endlich vernünftig geworden sei. Sie verprellte durch diese Rede viele ihrer linken Anhänger, ihrem Image als Autorin bissiger Aphorismen schadete der Skandal jedoch nicht.
Als die Stadt Jerusalem Sontag im Jahr 2001 den Jerusalem-Preis verlieh, wurde die Autorin für die Annahme des Preises von linken Gruppen angefeindet. Sie unterstütze damit die aggressive Siedlungspolitik Israels. Während der Verleihung kritisierte Sontag Israels Vorgehen in den besetzten Gebieten und nahm den Preis an „im Namen aller Schriftsteller und Leser in Israel und Palästina [...], die versuchen, Literatur zu schaffen, die aus Einzelstimmen besteht und aus der Vielfalt der Wahrheit“. Damit zog sie wiederum den Zorn der Rechten auf sich.
Auf Sontags kurze Polemik Feige waren die Mörder nicht, die 2001 nach den Terroranschlägen des 11. September im New Yorker erschien, folgte eine internationale, heftige und besonders in den USA erbittert geführte Kontroverse. Sontag wehrte sich anschließend in vielen Interviews gegen die Dämonisierung ihrer Person. Sie verteidigte den Standpunkt, die Terroranschläge seien eine direkte Folge der Supermachtspolitik der USA. Laut Daniel Schreiber kehrte sie damit zu „ihrer alten politischen Form“ zurück und profilierte sich als eine der herausragendsten Kritikerinnen des US-amerikanischen Neokonservativismus.

## Plagiatsvorwürfe und unklare Autorenschaft
Mehrmals wurde Sontag vorgeworfen, in ihren Werken auf Texte anderer zurückgegriffen und das nicht ausreichend kenntlich gemacht zu haben:
Im Mai 2000 erhob die Mitbegründerin der US-amerikanischen Helena Modjewska Foundation, Ellen Lee, Plagiatsvorwürfe gegen Sontag. Die Autorin hatte im Vorwort des Romans In America zwar angegeben, fremde Texte zu verwenden, deren Autoren aber nicht genannt. Sontag reagierte mit dem Hinweis, dass alle Romanautoren, die historische Figuren beschrieben, fremde Quellen nutzten. Sie habe die ursprünglichen Texte verändert, außerdem habe sie mit ihrem Buch aus der historischen Helena Modrzejeska eine großartige Romanfigur gemacht. Laut Sontag-Biograf Daniel Schreiber waren die betreffenden Quellen nicht mehr urheberrechtlich geschützt, weswegen es sich juristisch nicht um Plagiate handle. Dennoch kritisierten Schriftstellerkollegen Sontags Umgang mit fremden Werken.
2004 entdeckte der Dozent John Lavagnino in der posthum herausgegebenen letzten Rede Sontags einige Passagen, in denen die Kolumne www.claptrap.com von Laura Miller aus dem Jahr 1998 fast wörtlich zitiert wurde. Weder in Sontags Rede At the Same Time: The Novelist and Moral Reasoning noch in der Textsammlung Zur gleichen Zeit, in der die Rede das letzte Kapitel bildet, wurde Miller als Quelle genannt. Im selben Text zitierte Sontag auch Roland Barthes und Robert Coover, ohne ihre Quellen zu nennen. Sontags Verlag Farrar, Straus & Giroux bezeichnete es als legitim, in einer Rede nicht auf Quellen hinzuweisen und versprach, in künftigen Auflagen des Buches auf die Zitatgeber hinzuweisen.
2019 schrieb der Autor Len Gutkin, er habe in Freud: The Mind of the Moralist zwei fast unveränderte Passagen aus M. H. Abrams’ The Mirror and the Lamp entdeckt. Abrams wird nicht als Zitatgeber genannt. Offiziell hat Sontags Ex-Mann Philipp Rieff das Buch verfasst, sie selbst gilt als Co-Autorin. Ihr Biograf Benjamin Moser bezeichnet sie jedoch als eigentliche Hauptautorin. Für Gutkin stellen die nicht angegebenen Zitate nur eine Nachlässigkeit dar. Seine Studierenden bekämen bei ähnlicher Arbeitsweise jedoch Ärger.

## Rezeption
Susan Sontags Bild in der Öffentlichkeit wurde durch ihre Streitlust, ihre oft überspitzten und aphoristischen Texte, die sich meinungsstark und empathisch mit ihrem Gegenstand beschäftigen, sowie ihre markante Erscheinung geprägt.
Bereits Mitte der 1960er-Jahre beschrieb Benjamin DeMott Sontag in der New York Times als „echte Entdeckung“. Ihrem Essayband Against Interpretation prophezeite er trotz stilistischer Schwächen eine Zukunft als wertvolles Stück Zeitgeschichte. In den 1970er-Jahren wurde u. a. dieses Buch im deutschen Feuilleton als prägend für das zeitgenössische kulturelle Klima beschrieben. Bezeichnend für Sontags Essays sei, dass sie sich für alle Kultursparten interessiere, und auch für Kunst, die außerhalb der USA stattfinde. Sie schreibe „ohne Fachscheuklappen“.
Ihr Essayband Über Fotografie erhielt nach Erscheinen 1977 viel und breite Berichterstattung. Auszüge aus dem Band erschienen in bedeutenden Anthologien. In den nächsten Jahren wurde in Veröffentlichungen zum Thema Fotografie oft aus dem Werk zitiert. Allan Sekula, Martha Rosler und Abigail Solomon-Godeau wiederholten Sontags Thesen in ihren eigenen Schriften, ohne direkt zu zitieren. Sontags im Buch geäußerte Ansichten wurden „Teil des rhetorischen Werkzeugkastens, den Fotografietheoretiker und -kritiker mit sich herumtragen“, wie der US-amerikanische Journalist Michael Starenko es 2008 ausdrückte. Die Tatsache, dass seit den frühen 1990er-Jahren seltener aus Über Fotografie zitiert werde, führte Starenko darauf zurück, dass das Buch nicht als akademische Quelle anerkannt sei.
Sontag brachte Themen, die bis dahin zur Underground- und Populärkultur zählten, ins Blickfeld der intellektuellen Öffentlichkeit. Als eine der ersten Kulturkritikerinnen beschäftigte sie sich mit Kinofilmen und Fotografie. Die US-Amerikanerin, die Französisch und Italienisch sprach und viel Zeit in Paris verbrachte, weckte das Interesse an europäischer Literatur in ihrem Heimatland. Mit ihren Texten legte sie die Grundsteine der Rezeption von Roland Barthes, Antonin Artaud, Walter Benjamin, Elias Canetti und W. G. Sebald in den Vereinigten Staaten. Durch ihre Erörterung von Krankheit und den dazugehörigen Metaphern änderte sie die Art, wie über Krebs und AIDS nachgedacht und geschrieben wurde.
Als sie 2004 starb, berichteten die wichtigsten Tageszeitungen der USA darüber auf ihren Titelseiten. Die New York Times bezeichnete Sontag in einem Nachruf als „eine der am meisten vergötterten – und polarisierendsten Personen der Geisteswelt“. Noch mehr als zehn Jahre später wurde sie in der Los Angeles Times als eine der wichtigsten Intellektuellen des Landes gewürdigt. In den deutschen Medien wurde Sontag nach ihrem Tod als „moralische Instanz“ beschrieben und ihr kulturkritisches Werk betont, während ihre Arbeit als Schriftstellerin und ihre mediale Präsenz nur am Rand Erwähnung fanden.
Kurz nach ihrem Tod beschrieb Rebecca Solnit in einem Essay, wie Menschen durch Sontag-Lektüre inspiriert wurden, auf unkonventionelle Weise ihrer künstlerischen Berufung zu folgen. Es sei nicht wichtig, dass Sontag sich in ihren Positionen manchmal geirrt habe und ihre Meinung später oft widerrufen habe. Wichtig sei, dass sie die richtigen Themen angeschnitten habe und ihre Leser angeregt habe, selbst zu denken.
Elisabeth Bronfen bezeichnete 2007 Sontags Bereitschaft, sich von Themen verführen zu lassen, als kennzeichnend. Sontag habe die eigene sinnliche Erfahrung nicht vom politischen und ästhetischen Urteil getrennt. Außerdem habe Sontag charakteristischerweise mit kritischer Intelligenz gegen „Bigotterie, leutseligen Moralismus und Selbstgefälligkeit“ angeschrieben. Sontag habe sich geweigert, die Komplexität der politischen Realität zugunsten vereinfachender Deutungen auszublenden. Als Beispiel nennt Bronfen Sontags kontrovers diskutierten Text Feige waren die Mörder nicht über die Anschläge des 11. September 2001.
Jonathan Rosenbaum urteilte 2015, Sontag sei zwar „keine große Filmkritikerin“ gewesen, ihre Bedeutung als Schriftstellerin mit starkem Bezug zum Kino sei jedoch nicht zu überschätzen. Sontag sei unter den sogenannten „New Yorker Intellektuellen“ wie Manny Farber und Pauline Kael die mit der größten kulturellen und historischen Reichweite gewesen. Außerdem habe sie zur Zeit ihrer ersten Erfolge Mitte der 1960er-Jahre durch ihren Widerstand gegen die akademische Filmwissenschaft, ihre enthusiastische Beurteilung von Filmen und ihre jugendlich-körperliche Aura bemerkenswert bedrohlich auf das intellektuelle Establishment gewirkt.
Im Sammelband Radikales Denken – Zur Aktualität Susan Sontags äußerten sich deutschsprachige Intellektuelle 2017 zum Thema: Der Journalist Jens-Christian Rabe bezeichnete Sontag als Vordenkerin der Kulturwissenschaft. Ihre Herangehensweise zeichne sich durch fehlende Berührungsängste in Bezug auf Triviales aus. Die Philosophin Juliane Rebentisch nannte Sontag eine Art „Mutter der Cultural Studies“, die Massen- und Hochkultur mit der gleichen Genauigkeit untersucht habe. Die Filmwissenschaftlerin Heide Schlüpmann beschrieb Sontags Streben, sowohl in der geistigen Welt als auch in der Öffentlichkeit präsent zu sein, als charakteristisch.
Im selben Jahr bezog sich die Anwältin und Aktivistin Rafia Zakaria anlässlich der Wahl Donald Trumps zum US-Präsidenten auf Sontags Essay What’s Happening in America? In dem Text werden die USA als „Erzimperium“ bezeichnet, das die Zukunft der Menschheit in seinen „King-Kong-Pfoten“ halte. Sontag polemisiert darin, dass die USA, nachdem die indigene Bevölkerung ausgerottet wurde, von kulturell benachteiligten, entwurzelten Weißen aus der Unterschicht bevölkert wurde, die das Land nach einer „kitschigen Fantasie vom guten Leben“ aufgebaut hätten. Zakaria bezeichnete Sontags Aussagen als nach wie vor gültig, Sontags Fähigkeit zum Dissens sei etwas, das aufgrund der Trump-Wahl nun bitter benötigt werde.
2019 ehrte die Simone-de-Beauvoir-Übersetzerin Lauren Elkin Sontag als persönliche Heldin. Vor allem Sontags Ernsthaftigkeit, ihre Fähigkeit, einen eigenen durchdachten Standpunkt zu entwickeln und furchtlos ihre Meinung zu vertreten, aber auch ihre Maßlosigkeit und unerbittliche Arbeitswut sieht Elkin als nachahmenswerte Eigenschaften für Nachwuchsintellektuelle.
Ein Jahr später beschrieb auch Anna-Lisa Dieter Sontag als Vorbild für Frauen und queere Personen, die intellektuell und künstlerisch arbeiten wollen. Anhand berühmter Fotografien von Sontag lasse sich ihre Aneignung männlicher Denkerposen studieren, das von ihr begründete „Vokabular der Gesten, mit denen sich weibliche Intellektualität inszenieren lässt“ übe eine zeitlose Anziehungskraft aus. Nach wie vor tauche Sontag als feste Bezugsgröße in Texten auf, vor allem in Literaturkritiken und Verlagstexten. In diesen Texten würden Autorinnen regelmäßig zur „neuen Susan Sontag“ ausgerufen – als Beispiele werden Rebecca Solnit und Lauren Elkin genannt.
Auch Johanna Hedva nannte Sontag, die sich zeitlebens nie zu ihrer Bisexualität bekannte, noch im Jahr 2020 ein Vorbild für queere junge Frauen, die eine intellektuelle Karriere anstreben. Wieder ist es nicht nur Sontags umfassendes Werk, sondern auch ihre Art der coolen Selbstinszenierung, ihre Ernsthaftigkeit und ihr spartenübergreifendes Wissen, die nachahmenswert erscheinen.
Als Ikone, die sich zu Lebzeiten in zeitgenössische Fragestellungen einmischte und klar positionierte, ist sie in die Geschichte eingegangen. Elf Jahre nach ihrem Tod überlegte die Deutsche Welle, wie sie sich womöglich zu Donald Trump geäußert hätte.

## Auszeichnungen (Auswahl)

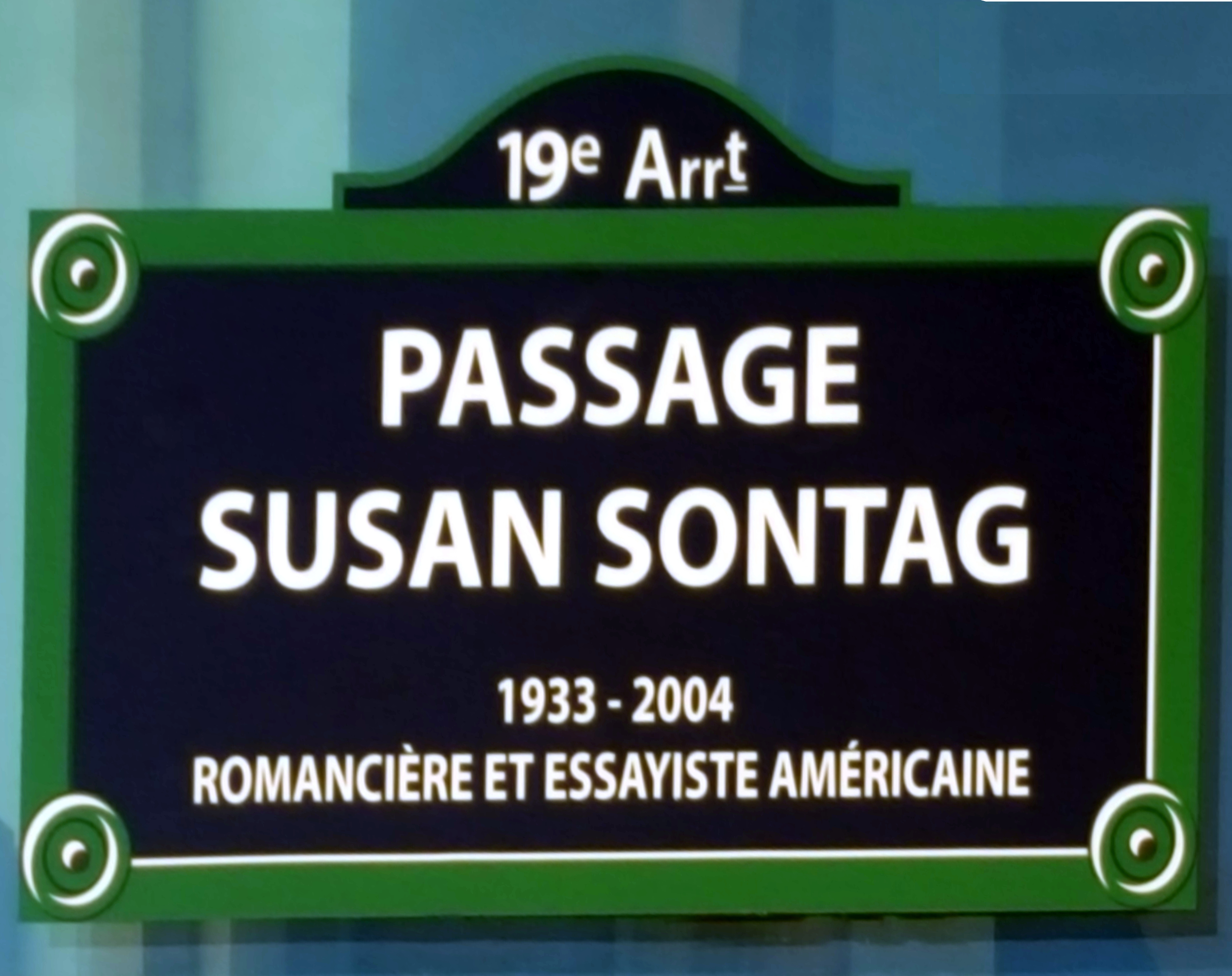
Passage Susan Sontag 19. Arrondissement, Paris

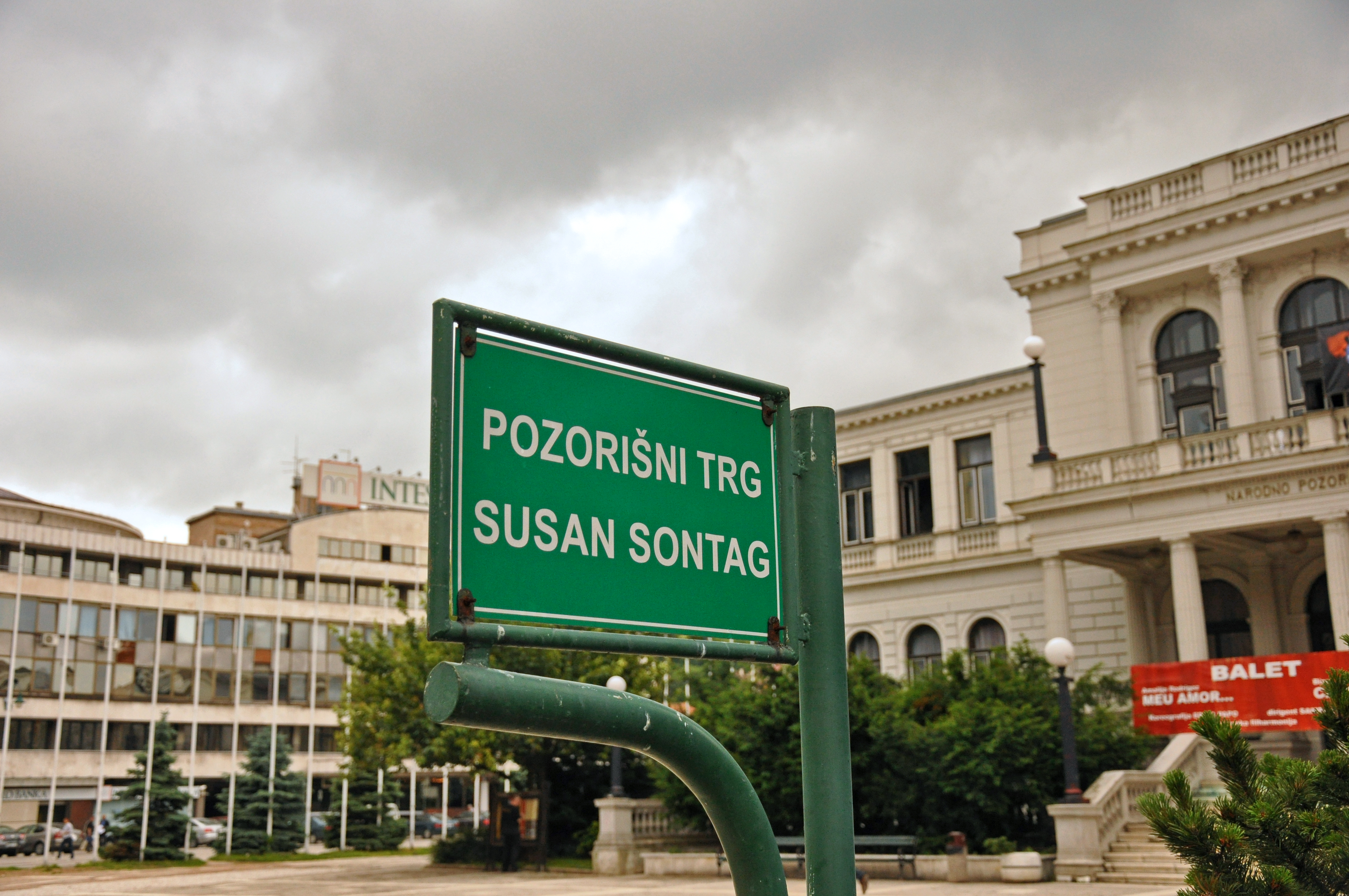
Susan-Sontag-Platz in Sarajevo

- 1966 und 1975 erhielt Sontag ein Guggenheim-Stipendium.[33]
- 1969 erhielt sie den George Polk Award für ihre Theater-, Film- und Buchkritiken.[148]
- 1977 bekam ihr Buch On Photography den National Book Critics Circle Award in der Sparte Kritik verliehen.[149]
- 1979 wurde Sontag in die American Academy of Arts and Letters gewählt und erhielt die Wilhelm-Heinse-Medaille.
- 1990 erhielt sie eine MacArthur Fellowship.
- 1992 wurde ihr der italienische Premio Malaparte verliehen.[150]
- 1993 wurde sie Mitglied der American Academy of Arts and Sciences.
- 2000 wurde Sontags Roman In America mit dem National Book Award ausgezeichnet, dem bedeutendsten Buchpreis der USA.
- 2001 bekam sie den Jerusalempreis für die Freiheit des Individuums in der Gesellschaft während der israelischen Buchmesse in Jerusalem. Bei seiner Entgegennahme sorgte sie mit heftiger Kritik am Staat Israel und dessen Politik in den Palästinensischen Autonomiegebieten für Aufsehen.
- 2003 hatte Sontag im Sommersemester die Tübinger Poetik-Dozentur inne und wurde für ihre Leistungen mit dem Ehrendoktor der Universität Tübingen ausgezeichnet.
- 2003 wurde Sontag als Vermittlerin zwischen den Vereinigten Staaten und Europa in der Frankfurter Paulskirche der Friedenspreis des Deutschen Buchhandels verliehen. Die Laudatio hielt Ivan Nagel, der die Preisträgerin als „gelernte Europäerin“ bezeichnete.[151] Das demonstrative Fernbleiben des US-Botschafters Dan Coats während der Zeremonie kritisierte Sontag in ihrer Dankesrede, in der sie die wachsende Kluft zwischen Europa und den Vereinigten Staaten zu überwinden suchte.
- 2003 erhielt Sontag zusammen mit Fatima Mernissi den Prinz-von-Asturien-Preis in der Sparte Geisteswissenschaften und Literatur.
- 2010 benannte die Stadt Sarajevo den Platz vor dem Nationaltheater nach ihr.[73]

## Werke (Auswahl)

### Prosa
- The Benefactor (1963)
  - Deutsch: Der Wohltäter. Übersetzt von Louise Eisler-Fischer, Rowohlt, Reinbek 1966, ISBN 3-596-11414-4
- Death Kit (1967)
  - Deutsch: Todesstation. Übersetzt von Jörg Trobitius, Hanser, München 1985, ISBN 3-446-13128-0
- I, etcetera (1978)
  - Deutsch: Ich, etc. Erzählungen. Übersetzt von Marianne Frisch, Hanser 1979, ISBN 3-446-12826-3
- The Way We Live Now. Illustrationen Howard Hodgkin, Farrar, Straus, Giroux, New York, 1991. Der Text erschien zuerst im New Yorker, November 1986[152]
  - Deutsch: So leben wir jetzt. Übersetzt von Karin Graf, Parkett/Der Alltag, Zürich, 1991, ISBN 978-3-907509-16-6
- The Vulcano Lover (1989)
  - Deutsch: Der Liebhaber des Vulkans. Übersetzt von Isabell Lorenz, Hanser, München 1993, ISBN 3-446-16017-5
- In America (2000)
  - Deutsch: In Amerika. Übersetzt von Eike Schönfeld, Hanser, München 2002, ISBN 3-446-20091-6
- Wie wir jetzt leben. Erzählungen. Übersetzt von Kathrin Razum. Nachwort Verena Lueken. Hanser, München 2020, ISBN 978-3-446-26764-0 (Zusammenstellung des Hanser-Verlags)

### Theaterstücke
- Alice in Bed. Deutsch: Alice im Bett, Stück in acht Szenen. Übersetzt von Wolfgang Wiens, Verlag der Autoren, Frankfurt/M. 1991, ISBN 3-88661-123-X. U: Schauspiel Bonn, 1991
- A Parsifal. In: Robert Wilson’s Vision – An exhibition of works by Robert Wilson with a sound environment by Hans Peter Kuhn. Museum of Fine Arts, Boston 1991, ISBN 978-0-87846-324-4. U: P.S. 122, New York 2006[153]
- Baby. Ins Deutsche übersetzt von Harry Rowohlt, Verlag der Autoren, Frankfurt/M., Theatertexte 2012, U: Thalia Theater Hamburg 1994
- Lady from the Sea. Deutsch: Die Frau vom Meer. Übersetzt von Renate und Wolfgang Wiens, Theatertexte 2012, U: Teatro Communale Ferrara 1998; DE: Deutsches Theater Berlin 2003

### Essays, Essaysammlungen und andere Schriften
Für eine Liste der einzelnen Essays siehe: Susan Sontag/Essays und theoretische Schriften

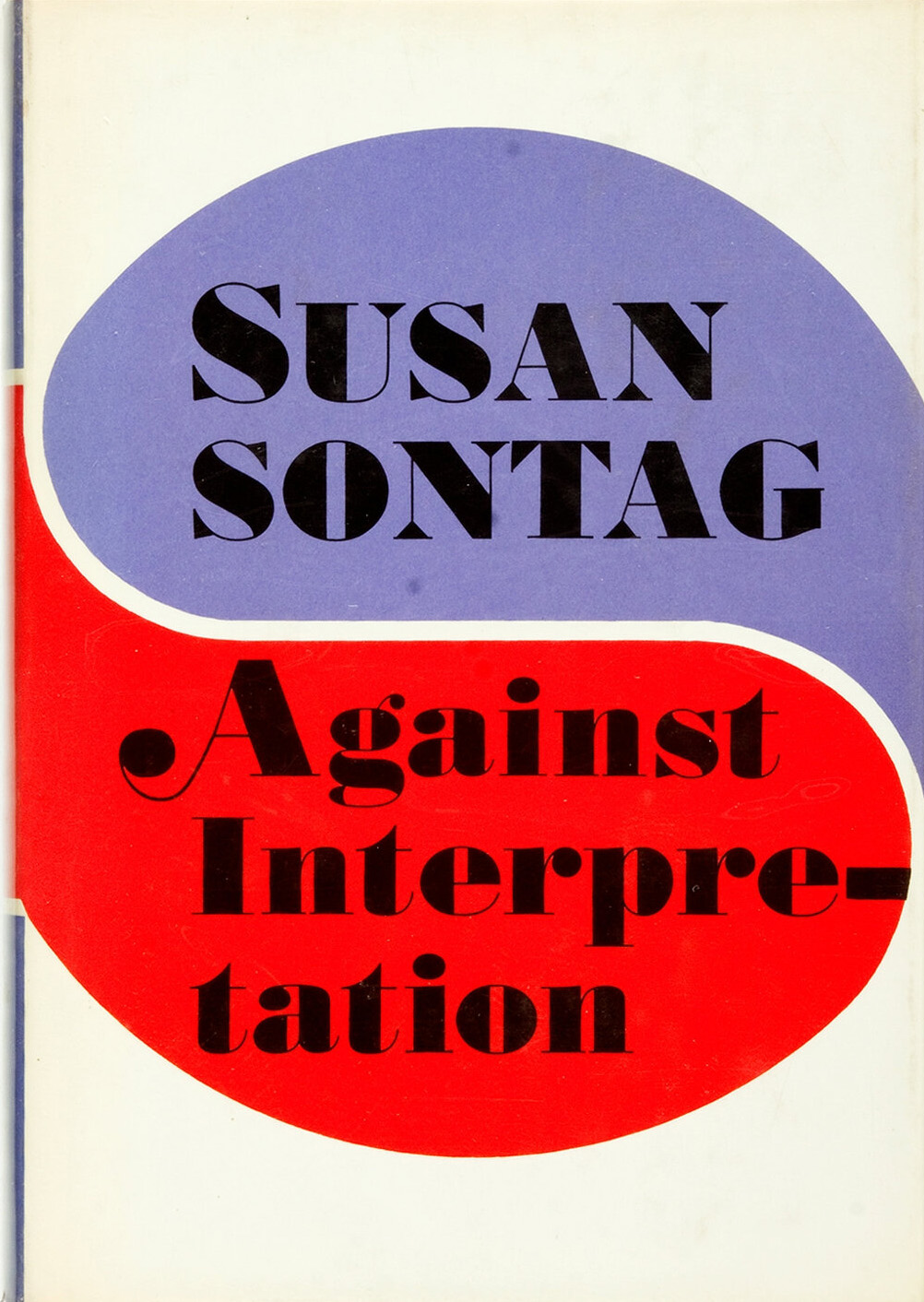
Erstes Cover von Against Interpretation, 1966

#### Buchveröffentlichungen einzelner Essays
- Notes on „Camp“ (1964)[154]

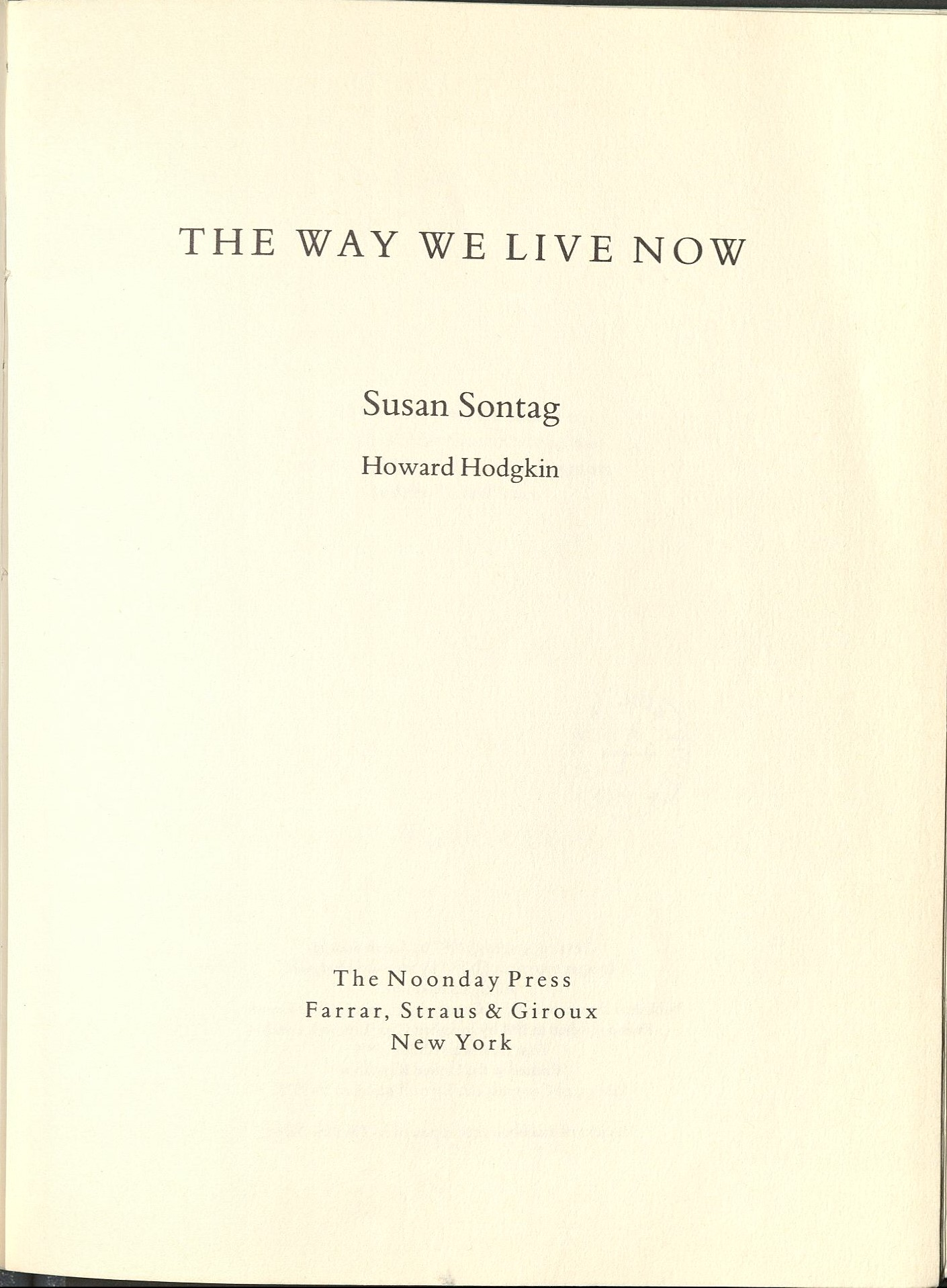
The way we live now, 1991

  - Deutsch: Anmerkungen zu „Camp“. In: Kunst und Antikunst. Übersetzt von Mark W. Rien. Rowohlt, Reinbek bei Hamburg 1968
- Trip to Hanoi (1969)
  - Deutsch: Reise nach Hanoi. Übersetzt von Anne Uhde, Rowohlt, Reinbek bei Hamburg 1969
- On Photography (1977)
  - Deutsch: Über Fotografie. Übersetzt von Mark W. Rien und Gertrud Baruch, Hanser, München 1978, ISBN 978-3-446-12428-8
- Illness as Metaphor (1978)
  - Deutsch: Krankheit als Metapher. Übersetzt von Karin Kersten und Caroline Neubaur, Hanser, München 1978, ISBN 978-3-446-12630-5
- Aids and Its Metaphors (1989)
  - Deutsch: Aids und seine Metaphern. Übersetzt von Holger Fliessbach, Hanser, München 1989, ISBN 978-3-446-15403-2; wiederveröffentlicht in: Krankheit als Metapher. Fischer Taschenbuch, Frankfurt 2003, ISBN 978-3-596-16243-7
- Regarding the Pain of Others (2003)
  - Deutsch: Das Leiden anderer betrachten. Übersetzt von Reinhard Kaiser, Hanser, München 2003, ISBN 3-446-20396-6

#### Sammelbände
- Against Interpretation (1966)
  - Teilweise deckungsgleich mit: Kunst und Antikunst. Essays. Übersetzt von Mark W. Rien, Rowohlt, Reinbek 1968
- Styles of Radical Will (1969)
  - Deutsch: Gesten radikalen Willens. Übersetzt von Jörg Trobitius, S. Fischer, Frankfurt 2011, ISBN 978-3-596-18945-8
- Under the Sign of Saturn (1980)
  - Deutsch: Im Zeichen des Saturn. Essays über E. M. Cioran, Antonin Artaud, H. J. Syberberg, Roland Barthes, Leni Riefenstahl, Walter Benjamin, Elias Canetti, übers. v. Werner Fuld, Hanser, München 1981, ISBN 978-3-446-13126-2
- Geist als Leidenschaft. Essays zur modernen Kunst und Kultur. Herausgegeben von Eva Maske, übersetzt von Gertrud Baruch, Kiepenheuer, Leipzig 1989, ISBN 978-3-378-00322-4
- Where the Stress Falls (2001)
  - Deutsch: Worauf es ankommt: Essays. Übersetzt von Jörg Trobitius, Hanser, München 2005, ISBN 978-3-446-16019-4
- David Rieff (Hrsg.): On Women. Picador Paper, London 2023, ISBN 978-1-250-87685-0.
  - Deutsch: Über Frauen. Übersetzt von Kathrin Razum, Hanser, München 2024, ISBN 978-3-446-27482-2

### Sonstige kleinere Schriften
- At the Same Time. Essays and Speeches (2007)
  - Deutsch: Zur gleichen Zeit. Aufsätze und Reden. Übersetzt von Reinhard Kaiser, Hanser, München 2008, ISBN 978-3-446-23004-0[155]
- The Complete Rolling Stone Interview (2013, Interviewer: Jonathan Cott)
  - Deutsch: The Doors und Dostojewski: Das Rolling-Stone-Interview. Übersetzt von Georg Deggerich, Hoffmann und Campe, Hamburg 2014, ISBN 3-455-50330-6

### Autobiografisches
- Wallfahrt (über ihre Fahrt als Studentin zu Thomas Mann im Exil). Übersetzt von Wulf Teichmann, Akzente Heft 6, Dezember 1988, S. 523–546; wieder in: neue deutsche literatur (ndl). Monatsschrift für Literatur und Kritik. Jg. 37, Heft 4, April 1989 = 436. Heft. Red. Walter Nowojski u. a. Aufbau-Verlag, Berlin, S. 149–170
- Wiedergeboren. Tagebücher 1947–1963. Herausgegeben von David Rieff, übersetzt von Kathrin Razum, Hanser, München 2010, ISBN 978-3-446-23944-9
- Ich schreibe, um herauszufinden, was ich denke. Tagebücher 1964–1980. Herausgegeben von David Rieff, übersetzt von Kathrin Razum, Hanser, München 2013, ISBN 978-3-446-24340-8

## Filmografie

### Eigene Filme, Regie und Drehbuch
- 1969: Duett för kannibaler (Duet for Cannibals)
- 1971: Zwillinge (Brother Carl)
- 1974: Promised Lands (Dokumentarfilm)
- 1983: Giro turistico senza guida (Unguided tour oder auch Letters from Venice, TV-Film)

### Filme mit oder über Susan Sontag
- 1966: Galaxie (Regie: Gregory J. Markopoulos)
- 1979: Town Bloody Hall (Dokumentarfilm, Regie: Chris Hegedus und D. A. Pennebaker)
- 1983: Zelig (Mockumentary, Regie: Woody Allen)
- 1984: Mauvaise conduite (Dokumentarfilm, Regie: Néstor Almendros, Orlando Jímenez Leal)
- 1987: Do Not Enter: The Visa War Against Ideas (Dokumentarfilm, Regie: Robert Richter, Catherine Warnow)
- 2003: Die Liebhaberin des Vulkans – Mit Susan Sontag in New York (Dokumentarfilm, Regie: Birgitta Ashoff)
- 2006: Absolute Wilson (Dokumentarfilm, Regie: Katharina Otto-Bernstein)
- 2014: Regarding Susan Sontag (Dokumentarfilm, Regie: Nancy Kates)

### TV-Filme mit oder über Susan Sontag
- 1965: Monitor – (Folge: Always on Sunday und Folge: Cheese! Or What Really Did Happen in Andy Warhol’s Studio, TV-Serie)
- 1972: Vive le cinéma – (Episode vom 15. Oktober 1972, TV-Serie)
- 1984: Àngel Casas Show – (Episode 124, TV-Serie)
- 1985: Susan Sontag (Regie: Matteo Bellinelli)[156]
- 1989: The Poet Remembers  (über Czeslaw Milosz, Regie: Jan Němec)
- 1989: Everyman – Just an Illness (TV-Serie)
- 1991: Joseph Cornell: Worlds in a Box (TV-Doku, Regie: Mark Stokes)
- 2002: Negro sobre blanco – (Episode vom 8. Dezember 2002, TV-Serie)
- 2003: Alexandria – (Episode vom 11. November 2003, TV-Serie)
- 2003: Campus, le magazine de l'écrit (Episode, TV-Serie)
- 2011: Susan Sontag. Denkerin und Diva (Regie: Birgitta Ashoff)[157]

## Ausstellungen
- 2025: Sehen und gesehen werden, Bundeskunsthalle Bonn[158]
- 2025: Everything matters, Literaturhaus München[159]